# Équipe d'Angleterre de rugby à XV
Vous lisez un « article de qualité » labellisé en 2007.  Il fait partie d'un « bon thème ».
Cet article traite de l'équipe masculine. Pour l'équipe féminine, voir Équipe d'Angleterre féminine de rugby à XV.
L'équipe d’Angleterre de rugby à XV  est l’équipe représentant l'Angleterre dans les compétitions internationales majeures de rugby à XV, la Coupe du monde et le Tournoi des Six Nations. Patronnée par la Fédération anglaise de rugby à XV ou Rugby Football Union (RFU), elle est considérée comme l'une des meilleures sélections nationales au monde de par son palmarès. Elle a notamment remporté à 39 reprises le Tournoi dont treize Grands chelems ainsi que la Coupe du monde en 2003. Elle est de ce fait la seule sélection européenne à avoir remporté une Coupe du monde de rugby. Au 28 octobre 2019, elle se trouve à la première place du classement des équipes nationales de rugby à XV, elle cède cette place quelques jours plus tard après sa défaite en finale de Coupe du monde.
Le rugby à XV est un sport populaire en Angleterre. L'équipe d'Angleterre, surnommée le XV de la Rose, dispute chaque année le Tournoi des Six Nations contre les meilleures équipes européennes. Elle effectue aussi régulièrement des tournées pour se confronter aux meilleures équipes de l’hémisphère Sud, l'Afrique du Sud, l'Australie et la Nouvelle-Zélande et elle tente tous les quatre ans de remporter le trophée majeur, la Coupe du monde.
Les Anglais jouent en blanc avec une rose sur le cœur. Ils évoluent à domicile au stade de Twickenham depuis 1910.

## Historique

### Origine du rugby et première rencontre internationale

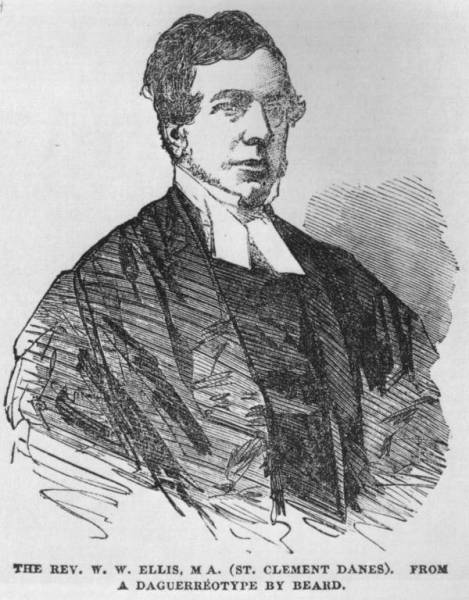
William Webb Ellis

Selon une légende tenace, le rugby à XV remonte au geste de William Webb Ellis, qui, en 1823, au cours d'un match de football, se serait saisi du ballon à pleines mains alors qu'il jouait au Collège de Rugby. Des anciens élèves de nombreuses écoles privées (et en premier lieu celle de Rugby) répandent le jeu dans la première moitié du XIXe siècle. Celui-ci trouve sa place dans les universités et dans des clubs de Londres et de province.
La fondation du club de Blackheath, qui est déterminante dans la genèse du jeu, date de 1858. Ce club adhère à la Football Association (FA) en 1863 puis, après sept années de cohabitation avec les footballeurs, quitte la FA pour fonder une fédération spécifique qui réglemente le jeu à la main : le 26 janvier 1871 naît la Rugby Football Union.
La première rencontre internationale de l'équipe d'Angleterre de rugby a lieu contre l'Écosse le dimanche 27 mars 1871. Ce n’est pas seulement le premier match de l'Angleterre, mais également la première rencontre internationale jamais disputée. L'Écosse remporte la rencontre 1 à 0 devant 4 000 personnes,,. Le match est joué au Raeburn Place, un stade de cricket situé à Édimbourg. Il est disputé par deux équipes de vingt joueurs, en deux mi-temps de 50 minutes. Les Écossais gagnent le match par un essai et un but marqués contre un essai pour les Anglais (seuls les but marqués comptent au tableau d'affichage, à l'époque). Le premier essai de l'histoire est ainsi inscrit par l'Écossais Angus Buchanan ; le premier point par William Cross, qui le transforme. Côté anglais, le premier essai inscrit est l'œuvre de Reg Birkett.

### Rencontres et brouilles britanniques (1870-1889)

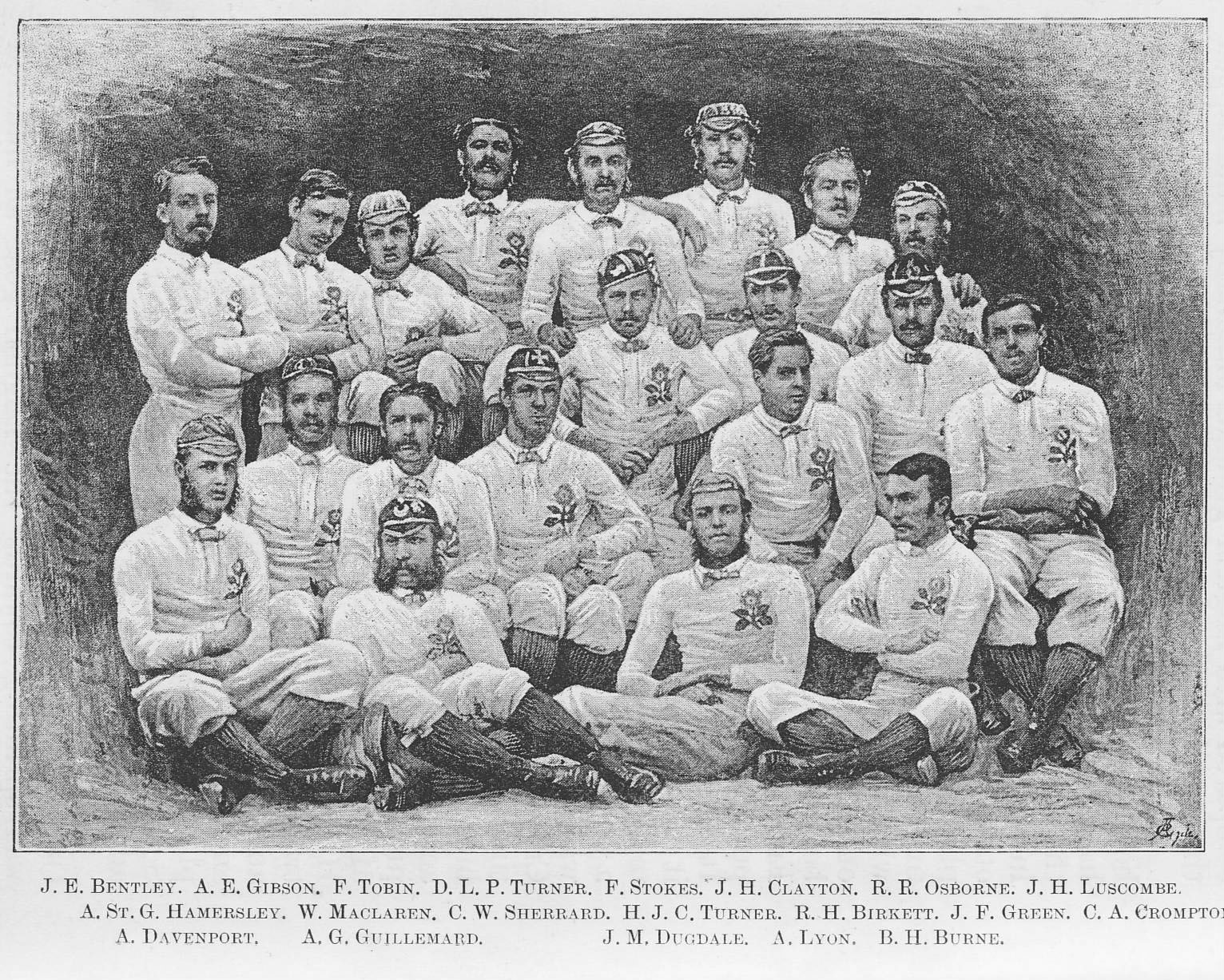
L'équipe d'Angleterre en 1871 qui dispute le premier match international de l'histoire contre l'Écosse.

La revanche entre les équipes d'Écosse et d'Angleterre a lieu, sur le terrain de cette dernière, à l'Oval de Londres. L'Angleterre remporte le match par 2 à 1. Les Anglais inscrivent trois essais, une transformation et une pénalité, et les Écossais marquent un drop goal. Le premier point international anglais est inscrit à cette occasion par Francis Isherwood, qui transforme l'un des trois essais de son équipe. Le match suivant entre les deux nations se déroule au Hamilton Crescent de Glasgow, il se termine sur un match nul et vierge. Les deux nations se rencontrent à nouveau un an plus tard, le lundi 23 février 1874, la rencontre se solde par un succès anglais 1 à 0.
L'Irlande débute sur le plan international en rencontrant l'Angleterre en 1875, match qui se solde par une défaite 7-0. Le pays de Galles débute un peu plus tard sur le plan international avec des matchs contre l’Angleterre en 1881, l'Irlande en 1882 et l'Écosse en 1883. C'est la première édition du tournoi, le tournoi britannique de rugby à XV 1882-1883.
Ce n'est qu'à l'occasion du Tournoi britannique de rugby à XV 1884 que ces quatre équipes se rencontrent toutes au cours de la même saison. En effet, il manque un match à l'édition de 1883 pour que le Tournoi soit disputé complètement. Les éditions de 1885, 1887 et 1889 ne sont pas complétées, à la suite de disputes entre fédérations. Les Anglais sont exclus des éditions de 1888 et 1889 du Tournoi en raison de leur refus de rejoindre l'International Rugby Board.

### Années difficiles et affrontement de nouveaux adversaires (1890-1909)
Pendant cette période, l'équipe d'Angleterre, qui connaît une période difficile, s'ouvre à de nouveaux horizons : elle effectue ses premières rencontres internationales contre l'Afrique du Sud, l'Australie, la France et la Nouvelle-Zélande.
Le Tournoi britannique 1890 voit une victoire partagée entre l’Angleterre et l’Écosse, l’année suivante l’Angleterre perd son match contre les Écossais qui remportent alors le Tournoi. Les Anglais prennent leur revanche en 1892 puisqu'ils s'adjugent le Tournoi avec une triple couronne à la clé. Cependant, le XV de la rose a moins de réussite les deux années suivantes avec une seule victoire par an. Après deux victoires dans le Tournoi, l'Angleterre entre dans une période noire sans succès majeur. En 1895, elle gagne deux matchs mais perd contre l’Écosse (6-9) qui remporte cette édition du Tournoi. La période 1896-1899 n’est pas fameuse : une seule victoire en 1897 et une en 1898.

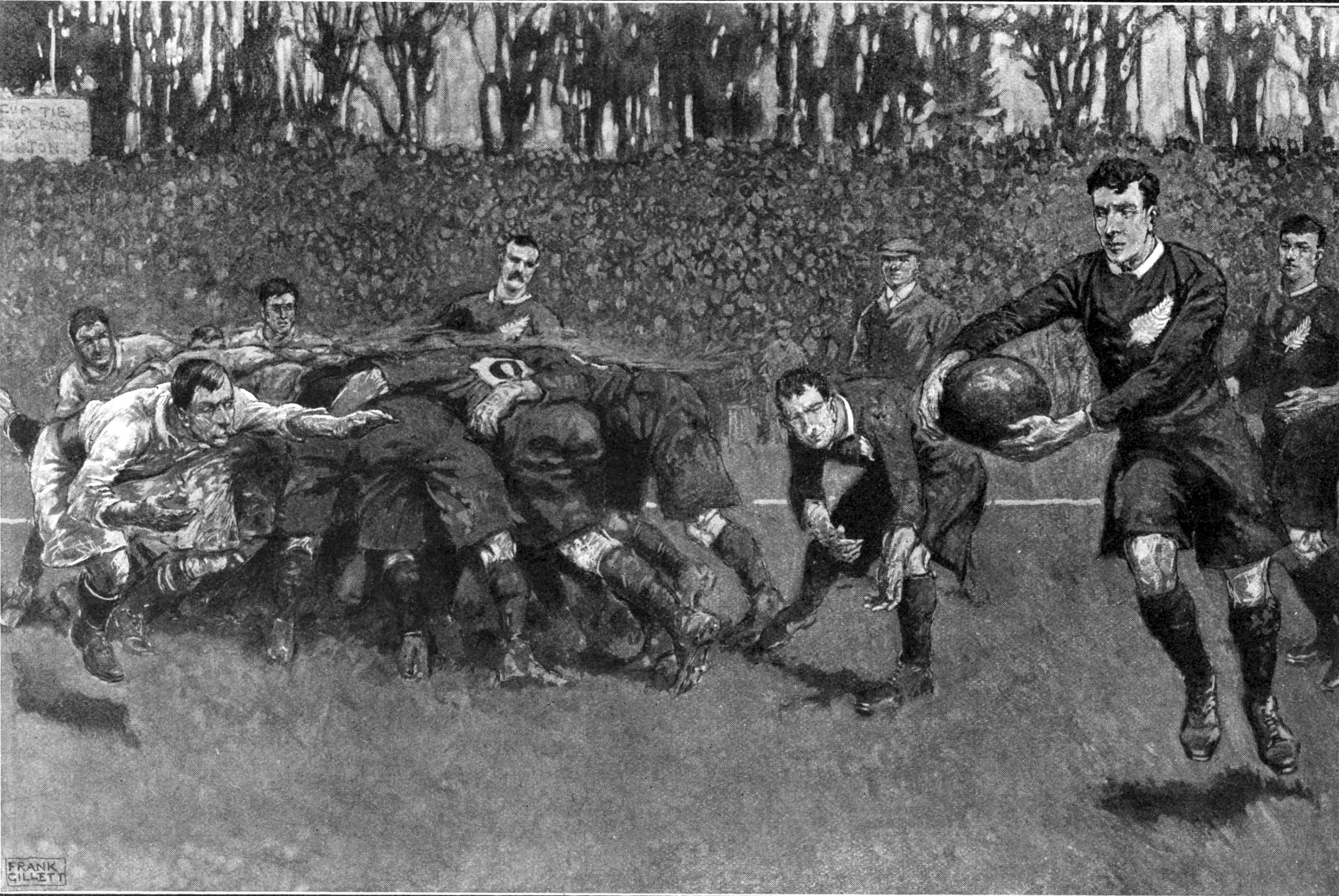
En 1905, la première rencontre entre l'Angleterre et la Nouvelle-Zélande se déroule devant 45000 spectateurs.

Après avoir gagné un match, fait un match nul et concédé une défaite face aux Gallois en 1900, l’Angleterre ne gagne aucun match en 1901. Le XV de la rose se reprend l'année suivante, en 1902, en remportant deux matchs mais perd à nouveau tous ses matchs en 1903. Le pays de Galles est alors inaccessible pour les Anglais qui de 1900 à 1909, perdent neuf matchs pour un nul et aucune victoire contre les Diables rouges,. Après avoir gagné un match, fait un match nul contre les Gallois et concédé une défaite en 1904, l’Angleterre perd de nouveau tous ses matchs en 1905, et elle termine l’année en perdant sa première rencontre 15-0 contre les All Blacks lors de leur première tournée dans l'hémisphère nord. Le 22 mars 1906, l'équipe de France, qui inaugure sa première tenue tricolore, rencontre l'équipe d’Angleterre au Parc des Princes et perd 8 à 35. Ce résultat honorable conduit les Anglais à jouer un match annuel contre le XV de France, ils sont imités un peu plus tard par les Gallois et les Irlandais. Ces rendez-vous réguliers se transforment en compétition officielle lorsque l'équipe de France est admise pour la première fois à disputer le Tournoi en 1910, la compétition devenant alors le Tournoi des Cinq Nations.
L'équipe d'Angleterre dispute son premier match face à l'Afrique du Sud le 8 décembre 1906, le match se termine sur une égalité 3-3. L’Angleterre commence 1907 par une large victoire contre la France avec 28 points d’écart à Richmond, mais elle subit ensuite trois défaites contre les nations britanniques. Le XV de la rose fait un peu mieux l’année suivante avec une victoire contre l'Irlande contre deux défaites dans le Tournoi. Puis en janvier 1909, les Anglais disputent leur premier match face à l’Australie au Rectory Field de Blackheath, elle s'incline sur le score de 3-9.

### Âge d’or (1910-1929)

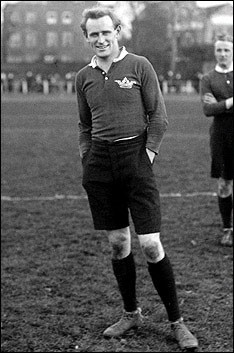
Ronald Poulton-Palmer est le capitaine du XV de la Rose lors du Tournoi de 1914.

Le 15 janvier 1910 voit le premier match de l'équipe d'Angleterre disputé au stade de Twickenham à Londres. C’est la fin d’une série noire et le début d’un âge doré.
L’Angleterre gagne contre le pays de Galles à Twickenham, puis remporte le Tournoi en 1910, une première depuis 1895. Leur titre coïncide avec la splendeur des Harlequins, dont l’art de l’attaque permet au XV de la rose de dominer le Tournoi jusqu’à la Grande Guerre. L’Angleterre ne conserve pas son titre en 1911, gagnant et perdant deux matchs, elle doit partager le titre en 1912 avec l’Irlande à la suite de sa défaite 3-8 contre les Écossais. En revanche, les Anglais réussissent le Grand Chelem en 1913. Ils défendent leur titre avec brio en 1914 et enchaînent sur un second Grand Chelem consécutif. Cette équipe compte alors des joueurs de talent comme W.J.A. Davies, Cyril Lowe et Ronald Poulton-Palmer. Ce-dernier, capitaine de l'équipe lors de ces deux éditions, marque un quadruplé lors du dernier match contre la France en 1914.
La Première Guerre mondiale met fin aux rencontres internationales de 1915 à 1919, et le Tournoi n'est disputé à nouveau qu'en 1920. L'Angleterre garde le rythme de l'avant guerre en remportant un autre Grand Chelem en 1921. Davies est de retour pour diriger l’attaque, et Wavell Wakefield invente le travail spécifique de la mêlée pour donner aux Anglais une longueur d’avance au niveau des avants. En 1922, le XV de la rose perd un match contre le pays de Galles, futur vainqueur de l'épreuve, et fait match nul contre la France. L'Angleterre réalise à nouveau deux Grands Chelems consécutifs en 1923 et 1924.
Les Anglais commencent l’année 1925 en perdant 11-17 contre les Invincibles néo-zélandais devant 60 000 supporters à Twickenham. Le XV de la rose remporte ensuite deux matchs, concède un nul et une défaite lors du Tournoi 1925. Sa prestation lors du Tournoi 1926 est moins bonne (une victoire, un nul et deux défaites), puis son bilan s'équilibre en 1927 (deux victoires et deux défaites). La défaite des Anglais face aux Français le 2 avril 1927 revêt une importance particulière car c'est la première concédée contre la France. Jusqu'à cette date les Bleus avaient perdu quinze de leurs seize rencontres contre les Anglais et avaient fait, au mieux, match nul en 1922. En 1928, l'Angleterre remporte un autre Grand Chelem dans le Tournoi avec à sa tête Ronald Cove-Smith, mais l'année suivante le XV de la rose ne gagne que deux matchs sur quatre.
Pendant cette période 1910-1929, l'équipe d’Angleterre domine les nations européennes. Elle dispute 63 matchs et en remporte 45 soit 71 % de réussite. Si l’on restreint la période aux années 1913 à 1924, le XV de la rose dispute 29 matchs pour 25 victoires, soit 86 % de réussite. Parmi les trois défaites, deux sont concédées contre les Diables Rouges du pays de Galles, le grand rival de l'époque. Le bilan des Anglais face à l'Afrique du Sud est favorable car ces derniers ne parviennent à l’emporter qu'une seule fois en 1913. Parmi les joueurs anglais, W.J.A. Davies se distingue en restant invaincu durant ses 21 dernières sélections.

### Toujours des succès (1930-1939)
La série de succès des Anglais se poursuit en 1930 avec une nouvelle victoire dans le Tournoi. En 1931, la France en est exclue pour professionnalisme et en raison de son jeu violent lors de certains matchs,. Le Tournoi est disputé seulement par les quatre équipes britanniques jusqu'en 1939. Le Tournoi britannique 1932 voit une victoire partagée à trois entre l’Irlande, l’Angleterre et le pays de Galles. En janvier 1932, le XV de la rose affronte les Springboks devant une foule de 70 000 supporters à Twickenham. Les Sud-Africains s'imposent 7-0. En 1933, les Anglais ne remportent qu’un match, cependant l’Angleterre gagne le Tournoi 1934 avec une triple couronne à la clé. Les Anglais présentent le même bilan équilibré dans le Tournoi en 1935 et 1936 avec une victoire, un nul et une défaite.
Les All Blacks font une longue tournée de septembre 1935 à janvier 1936 qui les amène successivement dans les îles britanniques puis au Canada. Ils subissent leur première défaite en test-match contre l’équipe d'Angleterre. Le prince russe Alexander Obolensky contribue au succès des Anglais en marquant deux essais, l'un en débordement le long de la touche, l'autre mémorable appelé la diagonale du prince. En 1937, l’Angleterre gagne à nouveau le Tournoi avec une triple couronne, puis partage la victoire lors de l'édition de 1939 avec deux victoires et une défaite.

### Sept victoires dans le Tournoi en 17 éditions (1947-1963)
Après une interruption due à la Seconde Guerre mondiale, le Tournoi reprend en 1947 avec la participation de Cinq Nations car la France réintègre la compétition après en avoir été exclue depuis le Tournoi de 1932. Le XV de la rose ne perd qu'un match et partage la victoire avec le pays de Galles. L'année suivante l’Angleterre ne gagne pas un seul match, concédant un nul contre les Gallois et perdant les trois autres rencontres. Le Tournoi de 1949 est meilleur pour les Anglais avec deux victoires et autant de défaites. Le début des années 1950 n'est pas glorieux pour avec une seule victoire dans le Tournoi en 1950 et en 1951. L'Angleterre fait une tournée en Afrique du Sud pour la première fois en 1952, les Anglais perdent le test-match contre les Springboks par 3 à 8.
Le Tournoi de 1952 voit de meilleures performances des Anglais avec trois victoires pour une défaite. Le XV de la rose gagne le Tournoi 1953, remportant tous ses matchs sauf un nul concédé contre les Gallois. Le Tournoi 1954 est presque aussi brillant pour l'Angleterre qui l'emporte, mais elle partage alors la victoire avec la France et le pays de Galles qui comptent aussi trois victoires et une défaite. Le Tournoi 1955 est moins brillant avec deux défaites, dont une à domicile contre la France, un match nul en Irlande et une victoire contre l'Écosse, cette dernière est à ce moment-là la plus faible des Cinq Nations. L’année suivante n'est pas meilleure avec deux défaites et deux victoires.
Le XV de la rose se reprend en 1957, réussissant le Grand Chelem. Il compte des joueurs brillants comme Eric Evans, Muscles Currie, Dickie Jeeps et Jeff Butterfield. En 1958, deux victoires et deux matchs nuls suffisent aux Anglais pour remporter seuls le Tournoi ; cette même année, ils l’emportent aussi contre l’Australie sur le score de 9 à 6. Le Tournoi 1959 se solde par un bilan équilibré pour l'Angleterre avec deux nuls, une victoire et une défaite. Alors que la France domine le Tournoi au début des années 1960, l’Angleterre remporte certes une victoire partagée en 1960 mais ne confirme pas par la suite avec seulement deux victoires en 1961 et 1962. En 1963, les Anglais mettent fin à l’hégémonie des Bleus, victorieux trois fois consécutives en 1960, 1961 et 1962. Après cette victoire, le XV de la rose dispute trois test-matchs dans l’hémisphère sud qu'il perd tous : 11-21 et 6-9 contre les All Blacks, 9-18 contre l’Australie.

### Traversée du désert (1964-1979)
L'année 1964 débute par une défaite (0-14) des Anglais face à la Nouvelle-Zélande qui effectue une tournée en Europe. Après sa victoire en 1963, l’Angleterre ne gagne plus le Tournoi pendant les années 1960 et elle ne compte aucun succès dans les années 1970. De 1964 à 1968, c'est la traversée du désert pour le XV de la rose qui ne remporte que cinq matchs en cinq ans. Son bilan s'améliore en 1969 avec deux matchs gagnés dans le Tournoi et une victoire lors de son premier match contre les Springboks sur le score de 11-8.
L’année du centenaire de la Rugby Football Union en 1971, les Anglais se rendent au Japon pour une double confrontation contre l'équipe japonaise qu'ils peinent à battre 21-17 puis 6-3 à Tokyo. Ils ne brillent pas non plus au niveau continental avec une victoire, un match nul et deux défaites lors du Tournoi. Les Anglais n’ont ni le fond de jeu ni des joueurs qui brillent comme il y en a alors dans les équipes de France et du pays de Galles : les Gallois Barry John, Gareth Edwards, JPR Williams, John Taylor et Gerald Davies et les Français Jean-Pierre Rives, Claude Dourthe, Jean-Pierre Lux, Jo Maso, Jean Trillo et Jean-Michel Aguirre.
Le Tournoi des Cinq Nations 1972 n’est pas achevé à cause des troubles en Irlande du Nord. Après le Bloody Sunday qui voit la mort de treize irlandais tués par l'armée britannique, un mouvement de foule met le feu à l’ambassade britannique de Dublin et des lettres de menace sont adressées aux joueurs. Les Écossais et les Gallois refusent de se déplacer en Irlande. Cependant l’Angleterre accepte de jouer l'année suivante à Dublin, après une défaite des Anglais par 18-9 à Lansdowne Road, le capitaine anglais John Pullin déclare : « nous n’avons pas été très bons mais au moins nous nous sommes déplacés ».
De 1970 à 1972, si l’Angleterre ne remporte que deux matchs en trois ans dans le Tournoi, elle compte cependant des victoires significatives contre les nations de l'hémisphère Sud. En 1972, elle bat l’Afrique du Sud chez elle sur le score de 18 à 9. Puis, l'année suivante, elle remporte une victoire 16-10 contre les All-Blacks à l'Eden Park. Quelques mois plus tard, elle remporte également une victoire contre l'Australie 20 à 3. Le Tournoi des Cinq Nations 1973 voit toutes les équipes gagner à domicile : résultat unique dans les annales, et par conséquent, elles gagnent toutes le Tournoi.

### La rose n’a pas d’épines (1980-1989)
L’Angleterre commence la décennie avec un Grand Chelem dans le Tournoi de 1980, le dernier obtenu en 1957, soit 23 ans auparavant. Après avoir battu l'Irlande 24-9 à Twickenham et les Français 17-13 à Paris, les Anglais remportent une victoire contre les Gallois sur le score de 9 à 8 grâce à la botte de Dusty Hare qui marque trois pénalités contre deux essais pour les diables rouges. Le match est très brutal à tel point que le Gallois Paul Ringer est expulsé du terrain. Le Grand Chelem est obtenu le 15 mars 1980 après la victoire 30-18 contre l'Écosse à Édimbourg. Lors de ce dernier match, l'ailier anglais John Carleton réalise le coup du chapeau en marquant trois essais, un exploit peu courant dans le Tournoi. Il est le premier Anglais à le réaliser depuis 56 ans. Le XV de la rose remporte pour la première fois le trophée BBC de l'équipe de l’année. Cette équipe compte de brillantes individualités comme Fran Cotton, Bill Beaumont le capitaine de l'équipe, Maurice Colclough, Nigel Horton, Steve Smith, Clive Woodward ou Dusty Hare. Mais cette performance prometteuse ne donne pas de suite car le reste de la décennie n’est pas fameux pour le XV de la rose qui ne remporte pas d'autres trophées.
En effet, dès l'année suivante, le Tournoi est moins bon pour les Anglais qui n'obtiennent que deux victoires pour deux défaites et terminent second derrière la France qui réalise le Grand Chelem. Cette même année, l’Angleterre fait une tournée au mois de juin en Argentine durant laquelle elle rencontre deux fois les Pumas pour un match nul 19 partout et une victoire 12 à 6. Le XV de la rose commence l’année 1982 en affrontant victorieusement les Wallabies dans un match serré 15-11. Elle gagne deux rencontres dans le Tournoi et termine nouvelle fois à la seconde place derrière l'Irlande. Son bilan est moins bon en 1983 avec une seule victoire, et pourtant, en fin d’année, les Anglais rencontre victorieusement les All Blacks. La période 1984-1987 n'est pas bonne pour le XV anglais. En 1984, ils accusent cinq défaites pour une victoire obtenue contre l'Irlande lors du Tournoi. En 1985, leur bilan présente deux victoires pour un nul et quatre défaites, l'une des deux victoires étant un piètre résultat (22-15) contre la Roumanie.
L’Angleterre participe à la première Coupe du monde en 1987, elle joue dans le groupe A avec l'Australie, le Japon et les États-Unis. Le premier match est le sommet entre les Wallabies et l’Angleterre, il voit la victoire des coéquipiers australiens de David Campese 19-6. Le XV de la rose bat par la suite le Japon 60-7 et les États-Unis 30-6 pour finir second de la poule, derrière l’Australie. L’Angleterre doit ensuite affronter le pays de Galles, elle est défaite sur le score de 16-3.
L’Angleterre commence le Tournoi 1988 par une courte défaite 9-10 contre la France, puis enchaîne sur une autre défaite contre le pays de Galles. La suite est meilleure, elle bat l'Écosse et l’Irlande.
Le XV de la rose perd ses deux test-matchs contre les Wallabies (voir Angleterre-Australie en rugby à XV) . Le Tournoi 1989 est encore meilleur que celui de 1988 avec deux victoires, un nul et une défaite contre le pays de Galles, qui domine alors ses voisins.
Pendant la période 1980 à 1989, l'équipe d’Angleterre a disputé 61 matchs et remporté 29 victoires (28 défaites, 4 nuls), soit 47 % de réussite. Le XV de la rose est largement dominé par les Diables rouges (7 défaites, 1 nul, 3 victoires), les Bleus (6 défaites, 1 nul, 3 victoires), les Wallabies (4 défaites, 2 victoires) et les All Blacks (2 défaites, 1 victoire). Il domine seulement l’Irlande, la Roumanie, les Fidji et les États-Unis.

### Au sommet du rugby européen (1990-1999)
Les Anglais dominent le rugby européen durant les années 1990 avec 4 Tournois gagnés 1991, 1992, 1995, et 1996 dont 3 Grand Chelems en 1991, 1992 et 1995. La France rivalise avec les Anglais pour la suprématie en Europe : 3 Tournois gagnés en 1993, 1997 (avec une victoire chez les rivaux anglais) et 1998 dont 2 Grands Chelems en 1997 et 1998.
Pendant cette période, le XV de la rose est entraîné successivement par Geoff Cooke (1990-1994), Jack Rowell (1995-1997) et Clive Woodward (1997-1999).
En 1990, l’Angleterre réalise un brillant début de Tournoi en gagnant ses trois premiers matchs de manière convaincante : 23-0 contre l’Irlande, 26-7 en France, 34-6 contre le pays de Galles. Elle bute sur la dernière marche en perdant 13-7 contre les Écossais qui remportent le Tournoi et le Grand Chelem. L'année suivante, en 1991, l’Angleterre prépare très sérieusement la Coupe du monde puisqu’elle remporte le Tournoi en réussissant le Grand Chelem, son premier depuis 1980. L'équipe d’Angleterre comprend alors des individualités marquantes comme Rob Andrew, Rory Underwood, Will Carling, Dean Richards.
L’Angleterre est le pays hôte de la Coupe du monde 1991, elle joue dans le groupe A avec les All Blacks, l’Italie et les États-Unis. Le match d’ouverture du Tournoi à Twickenham est le sommet entre les All Blacks et l’Angleterre, il voit la victoire des champions du monde en titre néo-zélandais par 18-12. Le XV de la rose bat par la suite l’Italie 36-6 et les États-Unis 37-9 pour finir second de la poule, derrière les All Blacks. L’Angleterre doit alors affronter le vainqueur de la poule D, au Parc des Princes à Paris. Elle réussit une grande performance contre la France de Serge Blanco et s’impose 19-10. Grâce à cette victoire, les Anglais disputent une demi-finale contre les Écossais à Murrayfield (Édimbourg), leur victoire par 9-6 leur permet de disputer leur première finale de Coupe du monde, contre l’Australie. La finale a lieu dans un stade de Twickenham qui affiche complet. L’Angleterre perd sur un petit score de 12-6, laissant aux Wallabies le titre prestigieux de Champions du monde.
L'Angleterre remporte le trophée BBC du sportif de l'année, trophée qu'elle remporte de nouveau en 1992, partagé cette fois-ci avec le relais olympique du 4 × 400 m. Le trophée acquis en 1992 fait suite au Grand chelem remporté par les Anglais lors du Tournoi, et couronne une saison sans défaite et avec des victoires contre le Canada et les Springboks qui font leur rentrée sur la scène internationale.
La campagne victorieuse continue d'abord en 1993, avec une nouvelle victoire sur la France pour le match d’ouverture du Tournoi des Cinq Nations. Mais ils perdent ensuite contre les Gallois et les Irlandais et ne remportent qu'une autre rencontre contre les Écossais. En novembre 1993, le XV de la rose bat les All Blacks 15-9. L’Angleterre remporte encore le trophée BBC du sportif de l’année 1993, et ce pour la troisième fois consécutive.
En 1994, les Anglais ne perdent qu'un match du Tournoi mais sont devancés au classement par les Gallois qui terminent avec une meilleure différence de points. L'Angleterre connait une deuxième fois la défaite lors d'un des deux test-match contre les Springboks.
Dans le cadre de la préparation de la CM 1995, les Anglais se distinguent et réussissent un troisième Grand Chelem en cinq ans.
L’Angleterre joue dans le groupe B et termine en tête, battant successivement l'Argentine 24-18, l’Italie 27-20 et puis les Samoa 44-22. L’Angleterre doit alors rencontrer le tenant du titre, l’Australie, elle s’impose 25-22. le XV de la rose affronte ensuite en demi-finale les impressionnants All Blacks. Dans un match dominé par les All Blacks et Jonah Lomu qui crève l’écran avec ses quatre essais, les Anglais perdent 45-29. La France battue lors de la Coupe du monde 1991 prend sa revanche contre les Anglais lors de la CM 1995 avec une victoire pour la 3e place. Ce sont les Springboks qui remportent l’épreuve.
En 1997, l’ancien international et membre de l’équipe victorieuse du Grand Chelem de 1980 Clive Woodward devient entraîneur de l’équipe anglaise.
Cette année-là, les Anglais obtiennent un résultat nul contre les All Blacks à Twickenham, après avoir été défaits à Manchester la semaine précédente. Une grande partie de l'équipe anglaise déclare forfait pour la tournée désastreuse de l'été 1998 en Australie, Nouvelle-Zélande et en Afrique du Sud, connue comme la tournée infernale où l’Angleterre prend une correction 76-0 par les Wallabies,.
Lors du Tournoi 1997, les Anglais perdent contre les Français à Twickenham sur le score de 20 à 23 alors qu'ils mènent pendant la partie par 20 à 6. Ce résultat permet aux Français de réaliser un nouveau Grand Chelem. Christophe Lamaison marque 18 des 23 points français, les Anglais terminent seconds.
L'Angleterre perd un match crucial contre les Gallois en 1999 et ils laissent ainsi le titre dans le Tournoi aux Écossais. Dans la dernière rencontre du Tournoi des Cinq Nations (le Tournoi accueille l'Italie la saison suivante et devient alors le Tournoi des Six Nations) Scott Gibbs échappe à six placages anglais pour inscrire un essai à la dernière minute. L'Angleterre est vaincue et le titre revient aux Écossais.
Le XV de la rose est seulement quart-de-finaliste de la CM 1999. L’Australie est championne du monde sur le score de 35-12 contre les Français qui atteignent le même niveau de performance qu'en 1987.
De 1990 à 1999, l'équipe d’Angleterre a disputé 92 matchs et remporté 60 victoires, soit 65 % de réussite.
Le XV de la rose joue 11 matchs contre les Écossais et compte 10 victoires, 10 matchs contre les Gallois pour 8 victoires, 10 matchs contre les Irlandais pour 8 victoires. Il joue 12 matchs face aux Français, le bilan est de 8 victoires pour 4 défaites, avec une série de 8 victoires consécutives entre 1989 et 1995.
Le XV de la rose présente un bilan défavorable face aux Springboks avec trois victoires pour cinq défaites, dont une défaite par 44-21 en quart de finale de la CM 1999.
Les Anglais n'ont pas de réussite face aux nations de l’hémisphère Sud, la différence de niveau est alors grande. En effet, le XV de la rose est largement dominé par les Australiens (6 défaites, 1 nul, 1 victoire) dans les duels qui les opposent, en particulier la finale de la CM 1991. Les Wallabies sont redoutables pendant cette période car ils sont champions du monde en 1991 et 1999. Le XV de la rose est également largement battu par les All Blacks (6 défaites, 1 nul, 1 victoire) avec trois défaites en Coupe du monde,,.

### Au sommet du rugby mondial (2000-2003)

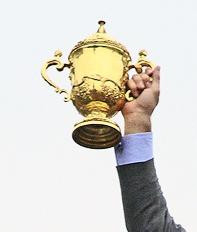
Champions du monde en 2003.

L’Angleterre commence la nouvelle décennie en remportant le Tournoi des Six Nations inaugural, elle ne réalise cependant pas le Grand chelem car elle est défaite lors du dernier match à Murrayfield (Écosse). L’année suivante voit l’Angleterre connaître le même sort, victoire dans le Tournoi 2001, mais avec une défaite lors du dernier match à Lansdowne Road (Dublin).
La France remporte le Tournoi 2002 après une victoire sur l'Angleterre à Paris mais une Triple couronne console un peu les Anglais.
Durant l'été 2002 la force de l'équipe anglaise apparaît : une très jeune équipe, avec Phil Vickery comme capitaine, qui défait une forte équipe d'Argentine à Buenos Aires. Puis en novembre, sous les ordres de Martin Johnson, l'Angleterre bat les trois géants de l'hémisphère Sud à Twickenham à une semaine d'intervalle. Le XV de la Rose montre qu'elle est capable de battre sur une rencontre les All Blacks, même si cette victoire n'est acquise que par trois points d'écart. L'Australie après avoir subi une défaite contre l’Irlande est battue 32 à 31 par les Anglais lors d'un autre match très serré. Les Springboks sont, pour leur part, sévèrement défaits 53 à 3,. Le Springbok Jannes Labuschagne sort sur placage à retardement sur Wilkinson et celui-ci doit quitter le match à cause d'une épaule déboîtée. L'équipe d'Angleterre pense que Wilkinson a été particulièrement ciblé pendant ce match. Matt Dawson écrit plus tard dans son autobiographie, Nine Lives, qu'il pense que les Sud-Africains ont joué à Twickenham avec l'intention de blesser Wilkinson, Dawson et Jason Robinson.
En 2003, l’Angleterre continue de progresser, elle remporte le Grand Chelem pour la première fois depuis 1995 mais surtout elle s’impose comme l’équipe numéro 1 sur le plan mondial. Après avoir battu en match d'ouverture la France, qui est le tenant du titre et détenteur d'un Grand Chelem en 2002, et avoir battu les Gallois au Millennium Stadium, l’Angleterre marque au moins 40 points lors des derniers matchs du Tournoi. Ce succès dans le Tournoi est suivi d’une brillante tournée en juin pour préparer la Coupe du monde : victoires contre l’Australie et les All Blacks .

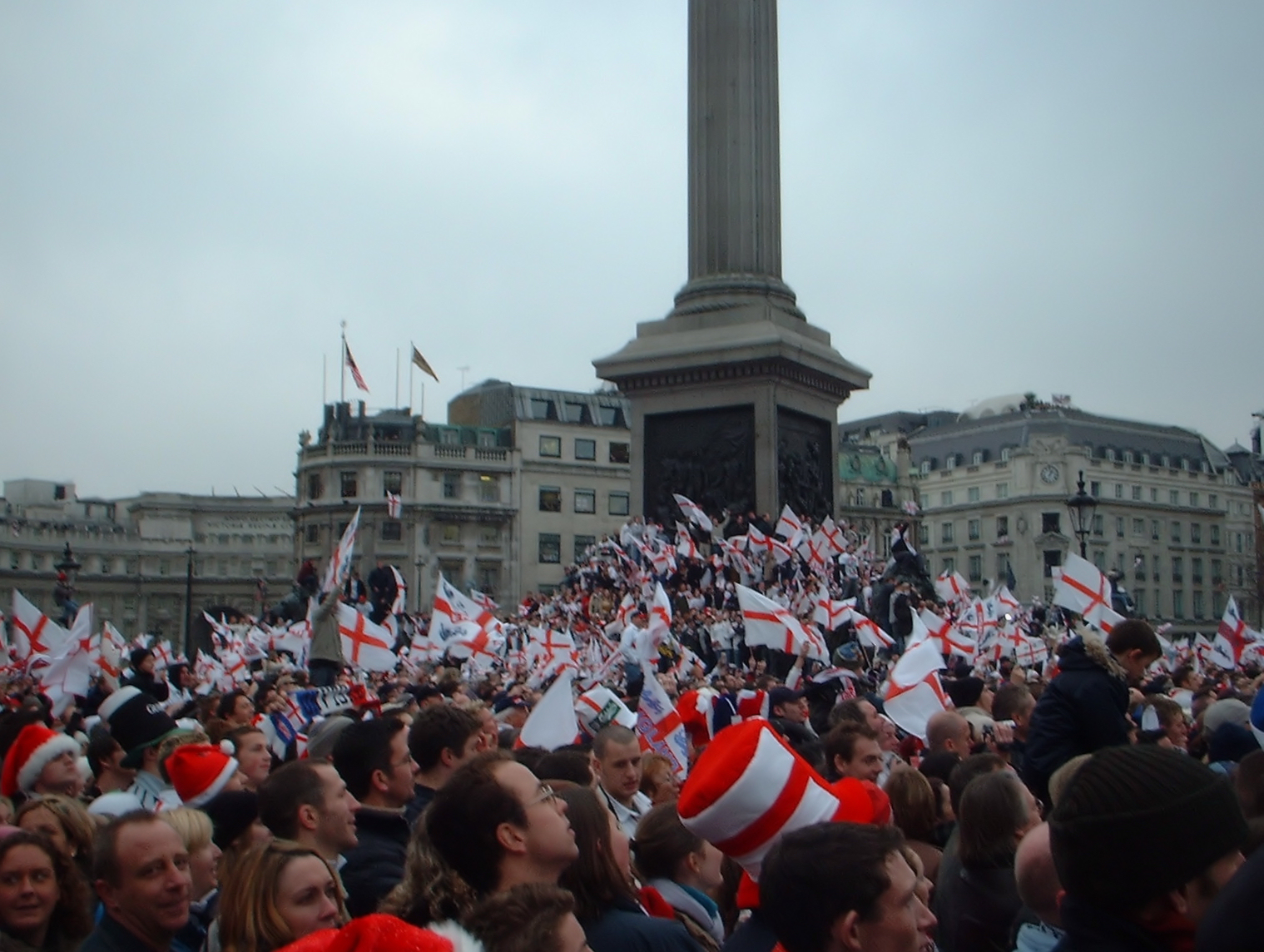
Célébrations à Trafalgar Square après la victoire de l’Angleterre en Coupe du monde.

L’Angleterre aborde la Coupe du monde de rugby à XV 2003 en position de favorite pour le titre final et son parcours ne connaît pas d’embûche. L'Angleterre bat la France en demi-finale sur le score de 24 à 7, tous les points anglais étant marqués par des drops et des pénalités de Jonny Wilkinson. L'équipe d'Angleterre remporte cette CM 2003 en battant les Wallabies en finale le 22 novembre 2003. Elle est couronnée championne du monde sur un drop goal réussi dans les 30 dernières secondes de la prolongation par Jonny Wilkinson. Le score final est de 20 à 17 dans un match considéré comme un des sommets du rugby.
Les joueurs de la finale
Trois jours après, l’équipe anglaise est accueillie par des milliers de supporters à l’aéroport d’Heathrow, aux premières heures du matin. Le 8 décembre un jour de fête nationale a lieu, comme l’Angleterre n’en a jamais connu. L’équipe anglaise a vu 750 000 supporters fêter le titre lors de la parade dans Londres avant d’être félicitée par la reine Élisabeth II au palais de Buckingham.
L’Angleterre remporte le trophée BBC du sportif de l’année, avec Jonny Wilkinson premier devant Martin Johnson pour les récompenses individuelles. L'équipe d’Angleterre comprend alors des individualités marquantes comme Jonny Wilkinson, Martin Johnson, Lawrence Dallaglio, Jason Robinson.
Pendant la période 2000-2003, l'équipe d’Angleterre domine le reste du monde. Elle dispute 51 matchs et remporte 44 victoires, soit 86 % de réussite. Parmi les sept défaites, deux sont à l’actif des Barbarians. Parmi les grandes nations, seules la France (par deux fois), l’Afrique du Sud, l’Écosse, l’Irlande (une fois chacune) sont parvenues à l’emporter. L’Angleterre présente donc un bilan positif contre toutes les nations, elle a aussi réussi l'exploit de remporter ses seize matchs disputés à Twickenham. Le XV de la Rose gagne ses deux matchs disputés contre les All Blacks, 5 matchs sur 5 contre les Australiens champions du monde en titre. Il gagne douze matchs successifs contre les trois grands de l’hémisphère Sud. Le vieil ennemi de l’Angleterre, le pays de Galles, « gît » aux pieds de la rose rouge avec six défaites consécutives.

### Réveil brutal (2004-2007)

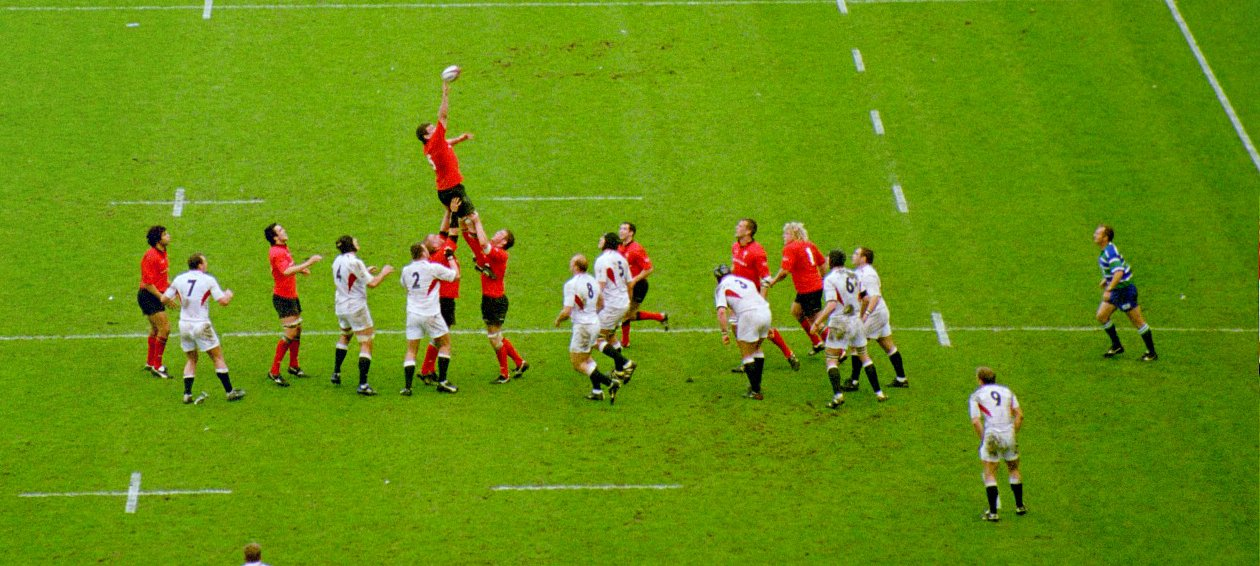
Angleterre-Galles dans le Tournoi 2004.

Après la victoire obtenue lors de la Coupe du monde 2003, une partie des joueurs-clé annoncent leur retraite internationale : le capitaine Martin Johnson, Jason Leonard, Kyran Bracken et Neil Back. L’ouvreur buteur providentiel, Jonny Wilkinson, est absent à la suite de nombreuses blessures.
Dans le Tournoi 2004, l’Angleterre perd à la fois contre la France et l’Irlande et finit troisième. Fin août 2004, le capitaine Lawrence Dallaglio prend sa retraite internationale, tout au moins temporairement. Sir Clive Woodward démissionne de son mandat de sélectionneur le 2 septembre, Andy Robinson est désigné pour le remplacer,,.
La première campagne de Robinson dans le Tournoi des Six Nations est encore moins fructueuse que celle de 2004. Une quatrième place clôt le Tournoi 2005 avec trois défaites, et deux matchs remportés.
De nombreux joueurs anglais sont impliqués dans la tournée infructueuse des Lions britanniques et irlandais en Nouvelle-Zélande en 2005. Les All Blacks gagnent la série 3 à 0. L’entraîneur anglais Andy Robinson fait partie de l’encadrement technique de l’entraîneur en chef Clive Woodward pour la tournée. Pour la fin de l’année l'Angleterre accueille l'Australie le 12 novembre à Twickenham et l’Angleterre l'emporte 26 à 16. La semaine suivante, le 19 novembre, les All Blacks ont rendez-vous à Twickenham et ils gagnent difficilement 23 à 19. Le bilan de ces deux parties semble indiquer que l’Angleterre sera compétitive pour le Tournoi 2006.
Dans le Tournoi 2006 le match d’ouverture gagné contre les Gallois, tenants du titre, laisse espérer aux Anglais un départ prometteur. Mais le match suivant se termine sur une victoire pas très convaincante contre l’Italie, il est suivi de défaites contre l'Écosse et la France. L'entraîneur Robinson réagit en opérant sept changements pour l’ultime match contre l'Irlande. Les Verts irlandais l’emportent et gagnent la Triple Couronne,. La RFU réagit après le Tournoi et décide de modifier la direction de l’encadrement technique. Andy Robinson conserve son poste mais un poste de manager est créé dont Rob Andrew est le premier détenteur. La RFU nomme John Wells comme entraîneur des avants, Mike Ford comme chargé du secteur de la défense, et Brian Ashton comme entraîneur des lignes arrières.
Lors de la tournée de juin l'Angleterre retourne en Australie pour y disputer deux test-matchs. L'équipe est un mélange d’expérience et de jeunesse ; le résultat est catastrophique avec deux cinglantes défaites 34 à 3 et 43 à 18.
En automne, le XV de la Rose dispute quatre test-matchs à Twickenham contre la Nouvelle-Zélande, l'Argentine et l'Afrique du Sud par deux fois. Le 5 novembre 2006, l'équipe d'Angleterre joue dans le stade de Twickenham rénové devant 82 076 spectateurs, face aux All Blacks. L’Angleterre perd 20 à 41 puis elle affronte l'Argentine et connaît une grande première, une défaite contre les Pumas à Twickenham (18-25).

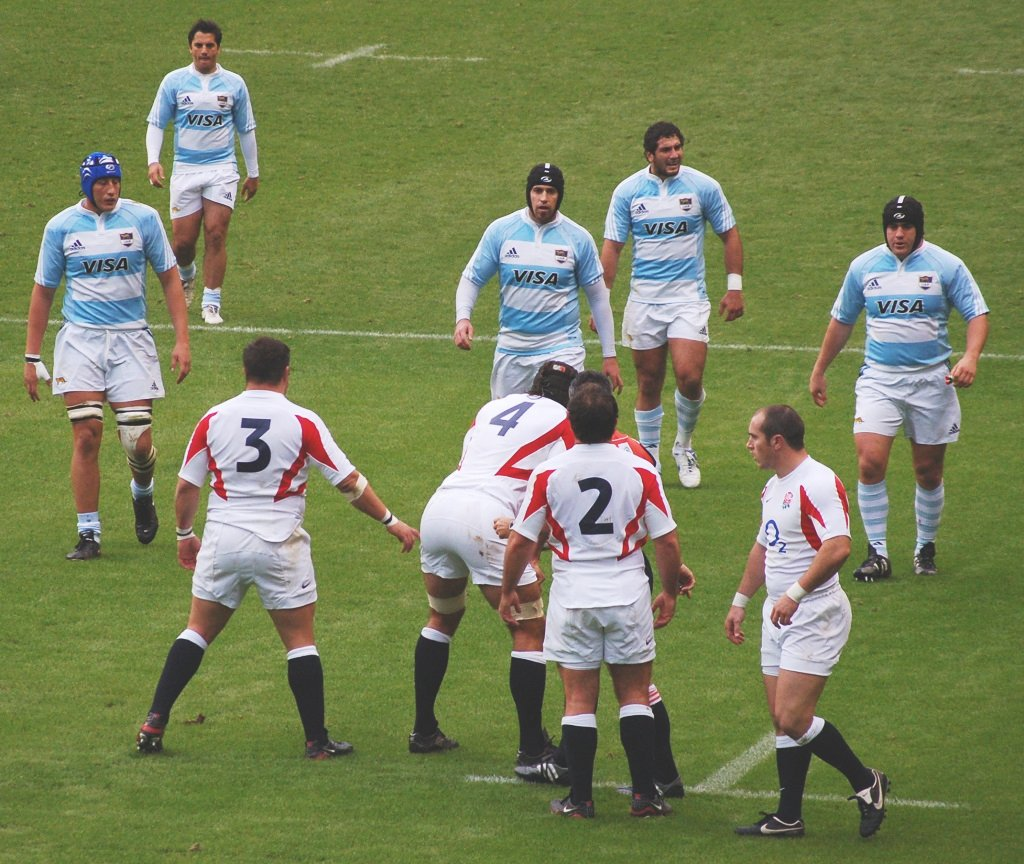
Triomphe pour les Argentins et désillusion pour les Anglais le 12 novembre 2006.

Elle subit alors une septième défaite consécutive, un record peu enviable est égalé. Elle évite une infamante huitième défaite en battant difficilement les Springboks 23 à 21. Cependant, le 25 novembre, les Sud-Africains prennent leur revanche 25 à 14. Le bilan est donc de 8 défaites en 9 matchs, série catastrophique jamais réalisée, par suite l’entraîneur Andy Robinson quitte ses fonctions. L'entraîneur des lignes arrières Brian Ashton est nommé sélectionneur en décembre 2006. L'Angleterre est dans un tel état qu’aucun grand nom ne veut se risquer à accepter de prendre cette responsabilité.
Le match suivant de l'Angleterre est la rencontre de Calcutta Cup contre l'Écosse dans le cadre du Tournoi 2007. Les Anglais l'emportent 42 à 20 avec le retour déterminant de Jonny Wilkinson qui inscrit 27 points. La rencontre suivante se dispute contre l'Italie à Twickenham, la victoire de l'Angleterre (20-7) montre une équipe encore fragile qui dépend d'un solide buteur pour remporter ses matchs.
L'impression est confirmée contre l'Irlande où l'Angleterre apparaît limitée et impuissante. Elle connaît là une défaite historique 43 à 13, c'est la plus lourde défaite de l'Angleterre contre l'Irlande et la plus lourde défaite jamais concédée dans un Tournoi des Cinq/Six Nations. L'Angleterre, profondément remaniée et sans Phil Vickery et Jonny Wilkinson, bat les Français 26 à 18 à Twickenham, et obtient ainsi sa première victoire contre la France depuis la Coupe du monde 2003. Lors du dernier match, alors qu’elle peut encore mathématiquement remporter le Tournoi, elle s'incline 27 à 18 contre les Gallois qui évitent pour leur part l’infamante cuillère de bois. L'Angleterre termine troisième du Tournoi avec trois victoires et deux défaites.
L'Angleterre dispute la Coupe du monde 2007, organisée par La France, en étant dans la poule A pour la première phase ; elle affronte l’Afrique du Sud, les Samoa, les États-Unis et les Tonga. L'Angleterre s’impose difficilement contre les États-Unis 28 à 10. Le match au sommet entre les Springboks et l'Angleterre voit la victoire des champions du monde 1995 sur les champions du monde en titre par 36 à 0. Le XV de la Rose bat par la suite les Samoa 44 à 22 et les Tonga 36 à 20 pour finir deuxième de la poule, derrière l'Afrique du Sud. L'Angleterre doit alors affronter le vainqueur de la poule B, au Stade Vélodrome à Marseille. Elle réussit une grande performance contre l'Australie de George Gregan et s'impose 12 à 10. Grâce à cette victoire, les Anglais disputent une demi-finale contre les Français au Stade de France (Saint-Denis), que le XV de la Rose emporte 14 à 9, grâce à une pénalité et un drop de Jonny Wilkinson dans les dix dernières minutes. Ils perdent en finale contre les Springboks 15 à 6.

### Difficultés à s'imposer en Europe (2008-2011)

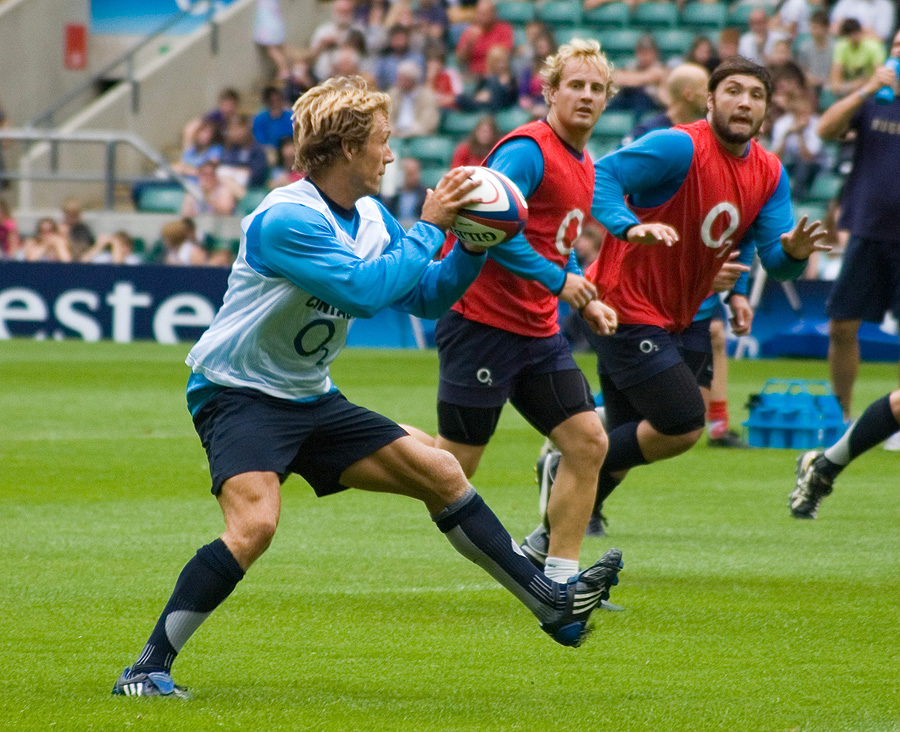
Jonny Wilkinson s'entraîne avec l'Angleterre en août 2009.

Après avoir sauvé son honneur dans les derniers matchs du mondial 2007, l'Angleterre retrouve sa crédibilité au niveau mondial. Elle aborde le Tournoi 2008 par un match à domicile contre les Gallois désormais entraînés par Warren Gatland. Alors que le match est bien engagé pour les Anglais (16-6 à la pause), les Gallois profitent de la fébrilité de Jonny Wilkinson et d'Andy Gomarsall[réf. nécessaire] pour marquer et remporter le match. Lors de la deuxième journée, les hommes de Brian Ashton battent les Italiens sans panache au stade Flaminio (19-23) puis, deux semaines plus tard, au Stade de France, s'offrent la victoire face au XV de France, sur le score de 13 à 24. À Murrayfield, dans un match sans essai, le XV de la Rose est dominé par les Écossais qui remportent à domicile leur seule victoire de l'édition 2008. Cette défaite remet en cause la présence de Brian Ashton à la tête de l'équipe mais, le samedi suivant, le sélectionneur est sauvé par la belle victoire face aux Irlandais à Twickenham (33-10) qui permet à l'Angleterre de terminer deuxième du Tournoi en dépassant la France à la différence de points.
Finalement Brian Ashton est remercié,, et l'emblématique Martin Johnson lui succède. En même temps, la RFU finalise un accord avec les clubs anglais pour avoir un accès privilégié aux joueurs internationaux. En effet tous les joueurs qui composent le groupe des trente-deux joueurs anglais doivent être libérés par leurs clubs deux semaines avant chaque match et ne peuvent pas jouer la semaine suivante. Une indemnité est reversée aux clubs, cet accord est possible grâce aux revenus financiers importants de la RFU. De plus Rob Andrew annonce une mesure incitative pour augmenter le nombre de joueurs anglais dans les clubs de la Guinness Premiership. En effet tout club qui alignera sur sa feuille de match de championnat quatorze joueurs sélectionnables en Équipe d’Angleterre touchera une prime versée par la RFU. Et celle-ci pourra augmenter sa contribution en cas d’effort supplémentaire des clubs.
Pour le premier Tournoi du nouveau manager Martin Johnson, après avoir battu l'Italie, l'Angleterre s'incline 23 à 15 au pays de Galles et Martin Johnson est frustré en raison des deux cartons jaunes infligés à Mike Tindall et Andy Goode qui coûtent cher à l'équipe. L'Angleterre subit une nouvelle défaite 14 à 13 face à l'Irlande. L'indiscipline des Anglaise pénalise l'équipe et rend furieux l'entraîneur. La sélection remporte ses deux autres matchs et termine à la deuxième place derrière l'Irlande qui réalise le Grand Chelem. Fin 2009, son premier bilan est de huit défaites en quatorze rencontres, y compris les défaites des tests de l'automne contre l'Australie et la Nouvelle-Zélande. Mais le président de la Fédération assure Johnson de son soutien le 22 novembre 2009.
L'année 2010 commence avec le Tournoi. Après une entame ponctuée par une victoire 30 à 17 contre les Gallois, le XV de la Rose remporte difficilement son match contre l'Italie. La performance anglaise et le manque d'ambition du jeu sont critiqués,. L'Angleterre perd ensuite contre l'Irlande 16 à 20, puis concède le match nul (15 partout) contre l'Écosse avant de perdre le dernier match du Tournoi contre les Français qui remportent le Grand Chelem. L'Angleterre termine à la troisième place. Sur la totalité de la compétition, la France est clairement la meilleure équipe du Tournoi des Six Nations 2010, mais l'équipe du dernier match est un pâle fantôme de l'équipe qui impressionne lors des quatre premières journées. L'Angleterre, sévèrement critiquée pour son jeu stérile est l'équipe la plus entreprenante au Stade de France.
Tombée dans la poule B en compagnie de l'Écosse et de l'Argentine lors de la Coupe du monde 2011, le XV de la Rose se défait péniblement de l'Argentine (13-9) et facilement face à la Géorgie (41-10), triomphe de la Roumanie (67-3) et bat l'Écosse (16-12). En quarts de finale, ils tombent sur l'équipe de France qui les élimine sur le score de 19 à 12.

### Des résultats en dents de scie avecLancaster(2012-2015)
À l'issue de la Coupe du monde 2011, Martin Johnson démissionne. La Fédération nomme Stuart Lancaster comme entraîneur pour assurer l'intérim durant le Tournoi des Six Nations 2012. Ils finissent deuxièmes du Tournoi derrière le Pays de Galles qui réalise le Grand Chelem.
L'Angleterre entame sa tournée contre l'Afrique du Sud. Après deux défaites (22-17 et 36-17), les Anglais quittent l'Afrique du Sud avec un nul (14-14). Leur tournée d'automne débute par une large victoire face aux Fidji (54-12), puis par une défaite serrée face à l'Australie (20-14), suivie par une nouvelle défaite très serrée face aux Springboks (16-15). L'Angleterre reçoit les All Blacks en conclusion et réalisent un exploit historique en battant les champions du monde (38-21). Ceux-ci étaient invaincus depuis vingt rencontres, en particulier depuis 2002 et leurs tournées en Europe (une dernière défaite également contre les Anglais). Cette défaite est le deuxième plus gros écart de points subi par la Nouvelle-Zélande (la pire défaite était contre leurs voisins australiens en 1999 sur le score de 28-7).
Lors du Tournoi 2013, l'Angleterre enchaine quatre victoires, successivement face à l'Écosse (38-18), l'Irlande (12-6), la France (23-13) et l'Italie (18-11). Le XV de la Rose se rend au Millennium Stadium afin de remporter son treizième Grand Chelem, mais s'incline lourdement face au pays de Galles (30-3), abandonnant même la victoire du Tournoi à son adversaire du jour. En juin, l'Angleterre se rend en Argentine et bat à deux reprises les Pumas (32-3 et 51-26). En automne, les Anglais reçoivent à trois reprises, gagnant face à l'Australie (20-13), l'Argentine (31-12), avant de perdre face à la Nouvelle-Zélande (22-30).
Les Anglais entament le Tournoi 2014 par une courte défaite au Stade de France face à la France (26-24). Ensuite ils vont remporter les quatre rencontres suivantes, en Écosse (20-0), contre l'Irlande (13-10), contre le pays de Galles (29-18) puis en Italie (52-11), leur permettant de terminer deuxièmes, derrière le « XV du trèfle ». En juin, ils effectuent une tournée en Nouvelle-Zélande, faisant quasi jeu égal avec les All Blacks, mais perdant les trois rencontres (20-15), (28-27) et (36-13). En automne, les Anglais les affrontent à nouveau, cette fois à Twickenham, mais s'inclinent (24-21). Une semaine plus tard, ils perdent face à l'Afrique du Sud (31-28) puis clôturent la tournée par deux victoires face aux Samoa (28-9) et à l'Australie (26-17).
Durant la Coupe du monde 2015, les Anglais sont dans le « groupe de la mort » avec le pays de Galles, l'Australie, l'Uruguay et les îles Fidji. Ils remportent le match d'ouverture 35 à 11 face à ces derniers. Puis, coup de tonnerre, ils perdent face au pays de Galles 25 à 28. Enfin, l'Angleterre est éliminée après une deuxième défaite face à l'Australie 33 à 13. C'est la première fois que l'Angleterre ne se qualifie pas pour les quarts de finale et c'est aussi la première nation à être éliminée lors de la phase de poules d'une Coupe du monde qu'elle organise. Le mandat de Lancaster s'avère mitigé au niveau des résultats mais positif au regard du nombre de jeunes joueurs lancés (Farrell, Ford, M. Vunipola, B. Vunipola, May, Launchbury, Watson...) et laisse à son successeur une équipe de talent mais en manque de confiance.

### La renaissance avec Eddie Jones, puis une fin de mandat décevante (2016 à 2022)
Après le fiasco de la coupe du monde, Jones conserve l'ossature principale de l'équipe de Stuart Lancaster en rappelant cependant certains joueurs non retenu par Lancaster en raison de leur comportement. Après un succès poussif contre l'Écosse l'Angleterre bat facilement de l'Italie 40 à 9 , notamment grâce à un triplé du 3/4 centre de Bath Jonathan Joseph. Après deux autres succès contre l'Irlande et le pays de Galles, l'Angleterre réalise le Grand Chelem en battant la France 31 à 21. Ce Grand Chelem est le premier de l'Angleterre depuis 2003 et montre la force de caractère de cette équipe qui a su se reprendre après l'échec de sa Coupe du monde. Après ce grand chelem l'Angleterre dispute un match contre le pays de Galles qu'elle remporte 27-13 puis part en tournée d'été en Australie. L'Angleterre réussi l'exploit de gagner ses trois tests en Australie et infligent un 3-0 historique à l'Australie chez elle . Dans la lancée de cette tournée d'été victorieuse l'Angleterre les 4 test-match du mois de novembre avec confiance . Elle bat tout d'abord l'Afrique du Sud 37-21 , écrase les Fidji 58-15 , maîtrise l'Argentine 27-14 malgré l'expulsion de Elliot Daly tôt dans la rencontre et puis bat pour la quatrième fois de l'année l'Australie 37-21 portant leur série de victoires à 14. L'équipe remporte également le Tournoi des Six Nations 2017 mais sans réaliser le Grand Chelem. Elle termine en revanche à l'avant dernière place de l'édition 2018, mais se ressaisit lors de l'édition 2019 avec une 2eplace et une seule défaite, au pays de Galles, vainqueur avec Grand Chelem de l'épreuve.
En 2019 toujours, l'Angleterre arrive au Mondial comme une des favorites à la victoire finale. En poules les Anglais gagnent chacun des matchs qu'ils disputent, terminant premiers de leur poule devant la France, grâce à davantage de points de bonus, la rencontre France-Angleterre ayant été annulée à cause du Typhon Hagibis alors que les 2 équipes étaient déjà qualifiées pour les quarts de finale. L'Angleterre remporte le quart de finale contre l'Australie 40-16, prenant sa revanche sur l'élimination prématurée au 1er tour à domicile de la Coupe du monde 2015 face à ces mêmes Wallabies, puis a créé l'exploit de sortir les Néo-Zélandais en demi-finale (19-7) qui étaient le grand favori de cette Coupe du Monde. Mais le XV de la Rose passe à côté de sa finale et s'incline face à sa bête noire sud-africaine (12-32) comme 12 ans plus tôt, une équipe contre qui l'Angleterre a perdu systématiquement chacune de ses 4 confrontations en phase finale d'un Mondial depuis 1999.
Le XV de la Rose remporte le tournoi 2020 sans réaliser le Grand Chelem, en terminant devant la France au classement, avec le même nombre de points que son rival et un bilan comptable identique (4 victoires et une seule défaite, 17-24 lors de la première journée sur la pelouse des Bleus) mais une meilleure différence générale de points, les Français ayant de leur côté concédé une défaite en Écosse (17-28) lors de l'avant-dernière journée. Lors de l'édition suivante, les protégés d'Eddie Jones sont cueillis à froid dès la première journée dans leur antre de Twickenham face au voisin écossais (6-11), alors que le XV du Chardon n'avait plus connu la victoire en terre anglaise depuis 1983. Entre-temps, les coéquipiers d'Owen Farrell ont remporté la Coupe d'automne des nations disputée entre novembre et décembre 2020, compétition remplaçant les matchs amicaux en raison de la pandémie de Covid-19, en remportant chacune de leurs rencontres de groupe puis battu à domicile la France d'une courte tête en prolongations (22-19).
Cependant, lors du Tournoi des Six Nations suivant, l'Angleterre termine cinquième battue à la fois par l'Écosse, l'Irlande et le Pays de Galles, mais bat la France (qui finit deuxième) et l'Italie. C'est une désillusion pour la sélection qui était au sommet depuis 2016.
Lors du Tournoi des Six Nations 2022, l'Angleterre est battue par l'Ecosse avant de s'imposer facilement en Italie, puis au Pays de Galles. Mais elle est battue par l'Irlande (qui finira deuxième) et ne peut pas faire grand chose au Stade de France face à la France (25-13) qui remporte son Grand Chelem. L'Angleterre termine troisième, et Eddie Jones se retrouve sous pression.
Pour la tournée estivale 2022, les Anglais se déplacent en Australie pour affronter les Wallabies lors de trois rencontres. C'est l'Australie qui remporte le premier match 30-28, les Anglais remportent les deux autres rencontres 25-17, puis 21-17 pour gagner la série 2-1. La tournée est plutôt réussie donc. En novembre, les Anglais jouent quatre rencontres dans le cadres des tests de fin d'année. Lors du premier match, ils perdent à Twickenham contre l'Argentine, 30-29, qui gagnent pour la première fois en Angleterre depuis 2006 ce qui met fin à la série des Anglais contre eux qui durait depuis 2009. C'est ensuite le Japon qui fait face aux Anglais: les visiteurs proposent un match match décevant et se font corriger par des anglais, qui veulent se reprendre de leur défaite la semaine passée, sur le score de 52 à 13. Pour le troisième test, ce sont les All Blacks qui se présentent face à eux, ces derniers vont rapidement prendre les devants en inscrivant deux essais dans les 10 premières minutes, les Anglais ne proposent pas un grand match et sont menés 25-6 à la 71e minute. Mais Beaudent Barrett écope d'un carton jaune peu après, les Anglais inscrivent un essai par l'intermédiaire de Will Stuart, qui a fait son entrée quelques minutes auparavant, Marcus Smith manque la transformation. Les néo-zélandais tapent le renvoi, les Anglais récupèrent la balle et font une relance impressionnante de leur camp qui sera ponctuée par un essai de Freddie Steward, une action de grande classe, cette fois Smith transforme et les Anglais reviennent à sept points des All Blacks à cinq minutes de la fin. Les Anglais parviennent ensuite à inscrire un troisième essai en moins de dix minutes par l'intermédiaire de Stuart, pour son doublé, à la suite d'un ballon rendu au pied par TJ Perenara, Smith transforme et les équipes sont à égalité 25-25. Les néo-zélandais tapent le renvoi et Marcus Smith envoie la balle en touche pour mettre fin au match, une décision non comprise par certains de ses coéquipiers, ainsi que par le public, car les Anglais venaient de remonter de 19 points et étaient encore en supériorité numérique, les deux équipes se séparent sur ce score de parité. Lors du dernier test, les Anglais rencontrent les Springboks, ces derniers font un match solide et s'imposent 27-13, malgré un carton rouge à l'encontre du pilier sud-africain Thomas du Toit à la 60e minute qui n'a pas eu d'influence sur le résultat du match. Le bilan de cette tournée est donc mitigé avec seulement une victoire à Twickenham contre deux défaites et un match nul, Eddie Jones est fortement remis en cause.
Le 6 décembre 2022, Eddie Jones est licencié par la RFU, à la suite de résultats décevants pendant l'année 2022. C'est Steve Borthwick, l'entraineur de Leicester, et également l'ex entraîneur des avants du XV de la Rose jusqu'en 2019, qui est nommé comme nouveau sélectionneur le 19 décembre suivant.

## Palmarès

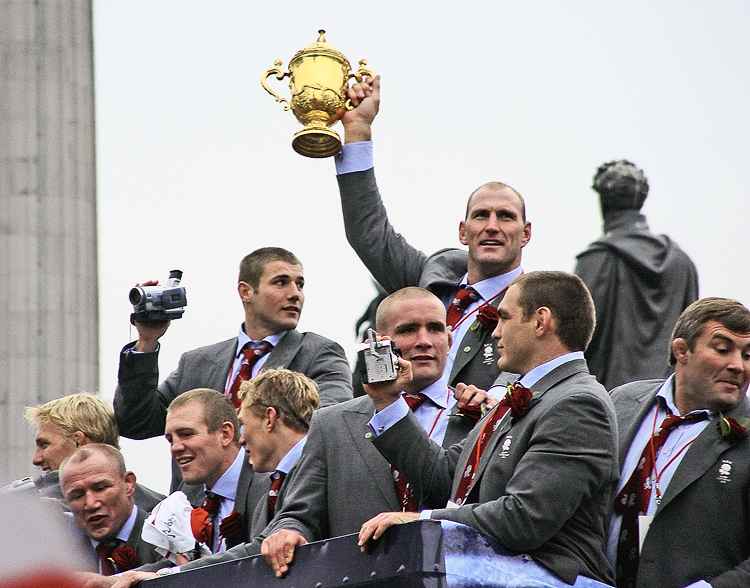
Triomphe pour les Anglais champions du monde en 2003.

### Coupe du monde
Le tableau suivant récapitule les performances des Anglais en Coupe du monde. Comme neuf autres pays (les autres équipes du Tournoi des Six Nations, la Nouvelle-Zélande, l’Australie, l’Argentine et le Japon), l’Angleterre a participé à toutes les phases finales de Coupe du monde. C'est le seul pays européen à avoir été champion du monde (victoire en finale contre l’Australie en 2003) ; l'Angleterre a également disputé trois autres finales battue la première fois par l’Australie et les deux fois suivantes par l’Afrique du Sud.
Le graphique qui aurait dû être présenté ici ne peut pas être affiché car il utilise l'ancienne extension Graph, désactivée pour des questions de sécurité. Des indications pour créer un nouveau graphique avec la nouvelle extension Chart sont disponibles ici.

Voir ou modifier les données brutes du graphique.
Classement World Rugby
| Édition remportée | Deuxièmes places   | Troisièmes places | Quatrièmes places | Éliminations en quarts | Élimination au premier tour | Participations |
| ----------------- | ------------------ | ----------------- | ----------------- | ---------------------- | --------------------------- | -------------- |
| · 2003            | · 1991, 2007, 2019 | · 2023            | 1 1995            | 3 1987, 1999, 2011     | 1 2015                      | 10             |

### Tournoi des Six Nations
Dernière mise à jour après le Tournoi 2021
| Nation         | Rang | Tournois disputés | Victoires | dont victoires non partagées | dont Grands Chelems |
| -------------- | ---- | ----------------- | --------- | ---------------------------- | ------------------- |
| Angleterre     | 1    | 125               | 39        | 29                           | 13                  |
| Pays de Galles | 2    | 127               | 39        | 28                           | 12                  |
| France         | 3    | 92                | 25        | 17                           | 9                   |
| Écosse         | 4    | 127               | 22        | 14                           | 3                   |
| Irlande        | 4    | 127               | 22        | 14                           | 3                   |
| Italie         | 6    | 22                | 0         | 0                            | 0                   |

- Victoires seule (29) dont Grands Chelems (13) : 1883, 1884, 1892, 1910, 1913, 1914, 1921, 1923, 1924, 1928, 1930, 1934, 1937, 1953, 1957, 1958, 1963, 1980, 1991, 1992, 1995, 1996, 2000, 2001, 2003, 2011, 2016, 2017 et 2020.
- Victoires partagées (10) : 1886, 1890, 1912, 1920, 1932, 1939, 1947, 1954, 1960 et 1973.
- Depuis 1879, la Calcutta Cup est attribuée annuellement au vainqueur du match Angleterre-Écosse dans le Tournoi (Angleterre 71 fois, Écosse 41 fois et 16 matchs nuls ou Angleterre 70 fois, Écosse 40 fois et 14 matchs nuls si on ne prend en compte que les matchs du Tournoi[Note 14]), l’Écosse est en possession de la Coupe depuis 2021[Note 15]. De même depuis 1988 avec le Millennium Trophy, qui récompense le vainqueur du match Angleterre-Irlande (Angleterre 20 fois, Irlande 14 fois) et pour lequel l’Irlande est en sa possession du trophée 2021, ou depuis 2000 avec le trophée Eurostar pour le vainqueur du match Angleterre-France (Angleterre 14 fois, France 8 fois), l’Angleterre est en possession de ce dernier trophée depuis 2021.

### Jeux olympiques
L’équipe nationale anglaise n’a participé à aucune des quatre apparitions du rugby à XV aux Jeux olympiques (1900, 1908, 1920 et 1924). En 1900, le club anglais des Moseley Wanderers termine 3e de l’épreuve olympique des Jeux de Paris et en 1908, l’équipe anglaise du comté de Cornouailles remporte l’argent de l’épreuve olympique des Jeux de Londres. Ces deux médailles sont comptabilisées au bénéfice de la Grande-Bretagne et non spécifiquement de l’Angleterre. En 1920 et 1924, aucune équipe anglaise ni même britannique ne participe aux Jeux.

### Angleterre A
- Churchill Cup : 2003, 2005, 2007, 2008.

## Tenue et emblème du XV de la rose
L'Angleterre joue en maillot blanc, short blanc et bas bleu marine. En mars 2012, Nike, l’équipementier de l'équipe d'Angleterre depuis vingt-neuf ans, perd ce contrat au profit de la marque néo-zélandaise Canterbury. Cet accord, qui prend effet en 2013 et court jusqu'à la fin de la Coupe du monde 2015, prévoit le versement d'un minimum d'un million de livres annuel.
En février 2012, le contrat existant depuis 1995 et liant la fédération anglaise à O2, sponsor maillot de l'équipe anglaise, est prolongé jusqu'en 2016.
Avant un déplacement à Édimbourg pour jouer contre l'Écosse en 1871, la Rugby Football Union crée l’emblème national de l’équipe : la rose rouge des Tudors. Plusieurs hypothèses sont possibles pour expliquer le choix de ce symbole mais la véritable raison n'est pas connue. La légende raconte que la création de l’emblème remonte à la réception de Lawrence Sheriff, le fondateur de l’école de Rugby, par Elizabeth I, et que celle-ci aurait autorisé Sheriff à porter la rose rouge sur sa cotte d'armes. À la création de Rugby, ces armoiries, comportant la rose rouge, sont choisies.
Fin juillet de l'année 2011, l'Angleterre s'attire les foudres de nombreuses personnalités néo-zélandaises en dévoilant un nouveau jeu de maillots comprenant un maillot principal blanc, classique ; et un maillot de rechange entièrement noir, couleur d'habitude associée aux All-Blacks, l'équipe de Nouvelle-Zélande. Jonah Lomu, parrain de la compétition parle d'un « manque de respect envers l'héritage des anciens joueurs »,. Keith Quinn, commentateur de rugby reconnu en Nouvelle-Zélande, ajoute : « De toutes les couleurs de l'arc-en-ciel, pourquoi devraient-ils choisir la couleur du pays hôte? Ils font un pied-de-nez aux traditions néo-zélandaises. C'est bizarre. ». Le premier ministre John Key y va de sa propre estocade, décrivant les Anglais comme « Une bande d'envieux [...] Il n'y a qu'une seule équipe qui porte avec fierté le maillot noir et ce sont les All Blacks »,.

## Hymne
Contrairement au pays de Galles ou à l'Écosse, l'Angleterre n'a pas d'hymne national unanimement reconnu qui lui soit propre. L'équipe d'Angleterre de rugby à XV utilise par défaut l'hymne national du Royaume-Uni, God Save the King.

## Composition du XV de la Rose

### Effectif actuel
Le 23 juin 2025, le sélectionneur anglais Steve Borthwick a nommé une équipe de 36 joueurs pour la série de deux tests contre l'Argentine et un match international de juillet contre les États-Unis
| Nom                       | Naissance                | Sélections (Pts marqués) | Club               | Année de 1re sélection |
| Piliers                   | Piliers                  | Piliers                  | Piliers            | Piliers                |
| ------------------------- | ------------------------ | ------------------------ | ------------------ | ---------------------- |
| Fin Baxter                | 12 février 2002          | 14 (5)                   | Harlequins         | 2024                   |
| Trevor Davison            | 20 août 1992             | 3 (0)                    | Northampton Saints | 2021                   |
| Joe Heyes                 | 13 avril 1999            | 14 (5)                   | Leicester Tigers   | 2021                   |
| Asher Opoku-Fordjour      | 16 juillet 2004          | 4 (0)                    | Sale Sharks        | 2024                   |
| Emmanuel Iyogun           | 24 novembre 2000         | -                        | Northampton Saints | -                      |
| Bevan Rodd                | 26 août 2000             | 10 (5)                   | Sale Sharks        | 2021                   |
| Talonneurs                |                          |                          |                    |                        |
| Theo Dan                  | 26 décembre 2000         | 19 (15)                  | Saracens           | 2023                   |
| Jamie George              | 20 octobre 1990 (34 ans) | 102 (75)                 | Saracens           | 2015                   |
| Gabriel Oghre             | 19 juillet 1998          | 1 (5)                    | Bristol Bears      | 2025                   |
| Curtis Langdon            | 3 août 1997              | 4 (5)                    | Northampton Saints | 2021                   |
| Deuxièmes lignes          |                          |                          |                    |                        |
| Arthur Clark              | 19 décembre 2001         | 1 (0)                    | Gloucester Rugby   | 2025                   |
| Alex Coles                | 21 septembre 1999        | 10 (0)                   | Northampton Saints | 2022                   |
| Nick Isiekwe              | 20 août 1998             | 15 (0)                   | Saracens           | 2017                   |
| Charlie Ewels             | 25 juin 1995             | 33 (10)                  | Bath Rugby         | 2016                   |
| Troisièmes lignes aile    |                          |                          |                    |                        |
| Chandler Cunningham-South | 18 mars 2003             | 18 (20)                  | Harlequins         | 2024                   |
| Ben Curry                 | 15 juin 1998             | 13 (0)                   | Sale Sharks        | 2021                   |
| Ted Hill                  | 26 mars 1999             | 5 (0)                    | Bath Rugby         | 2018                   |
| Guy Pepper                | 21 avril 2003            | 3 (0)                    | Bath Rugby         | 2025                   |
| Sam Underhill             | 22 novembre 1996         | 42 (20)                  | Bath Rugby         | 2017                   |
| Troisièmes lignes centre  |                          |                          |                    |                        |
| Alex Dombrandt            | 29 avril 1997            | 23 (5)                   | Harlequins         | 2021                   |
| Tom Willis                | 18 janvier 1999          | 8 (5)                    | Saracens           | 2023                   |
| Demis de mêlée            |                          |                          |                    |                        |
| Harry Randall             | 18 décembre 1997         | 14 (10)                  | Bristol Bears      | 2021                   |
| Ben Spencer               | 31 juillet 1992          | 10 (0)                   | Bath Rugby         | 2018                   |
| Jack van Poortvliet       | 15 mai 2001              | 21 (20)                  | Leicester Tigers   | 2022                   |
| Demis d'ouverture         |                          |                          |                    |                        |
| Charlie Atkinson          | 6 octobre 2001           | 1 (2)                    | Gloucester Rugby   | 2025                   |
| George Ford               | 16 mars 1993             | 102 (442)                | Sale Sharks        | 2014                   |
| Centres                   |                          |                          |                    |                        |
| Seb Atkinson              | 21 mai 2002              | 2 (5)                    | Saracens           | 2025                   |
| Oscar Beard               | 20 novembre 2001         | 1 (0)                    | Harlequins         | 2025                   |
| Luke Northmore            | 16 mars 1997             | 2 (5)                    | Harlequins         | 2025                   |
| Max Ojomoh                | 14 septembre 2000        | 1 (0)                    | Bath Rugby         | 2025                   |
| Henry Slade               | 19 mars 1993             | 74 (53)                  | Exeter Chiefs      | 2015                   |
| Ailiers                   |                          |                          |                    |                        |
| Immanuel Feyi-Waboso      | 20 décembre 2002         | 9 (25)                   | Exeter Chiefs      | 2023                   |
| Will Muir                 | 30 octobre 1995          | 2 (0)                    | Bath Rugby         | 2025                   |
| Cadan Murley              | 31 juillet 1999          | 4 (15)                   | Harlequins         | 2025                   |
| Tom Roebuck               | 7 janvier 2001           | 6 (20)                   | Sale Sharks        | 2024                   |
| Arrières                  |                          |                          |                    |                        |
| Joe Carpenter             | 19 août 2001 (23 ans)    | 1 (0)                    | Sale Sharks        | 2025                   |
| Freddie Steward           | 5 décembre 2000          | 38 (50)                  | Leicester Tigers   | 2021                   |

### Joueurs emblématiques
Tout au long de son histoire, le XV de la Rose a compté un grand nombre de joueurs d’exception. Il n’est pas possible de les citer tous ici, on se reportera à la liste des sélectionnés en équipe d'Angleterre de rugby à XV pour en avoir une liste plus complète.
La liste suivante est limitée à des joueurs qui ont au moins 60 sélections en équipe d'Angleterre, plus quelques personnalités marquantes (capitaines du XV de la rose, membres du Temple international de la renommée du rugby, joueurs comptant moins de sélections mais ayant évolué à une époque où il y avait moins de matchs internationaux).

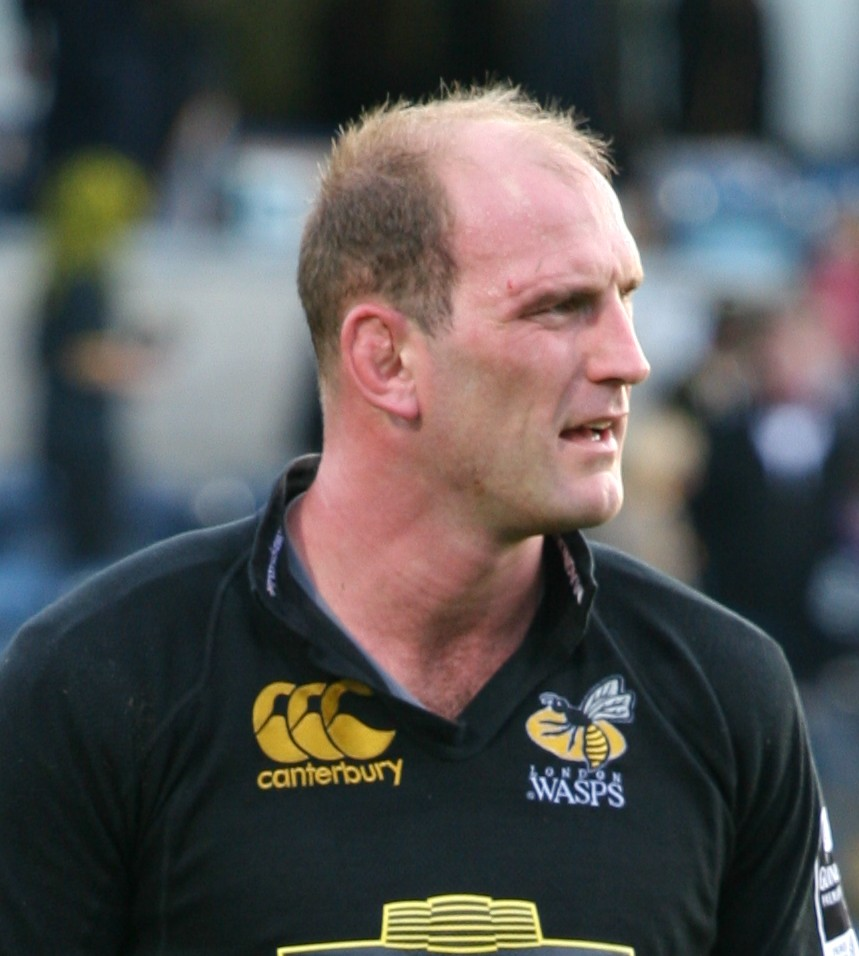
Lawrence Dallaglio

| Avants             | Charnières      | Trois quarts          |
| ------------------ | --------------- | --------------------- |
| Neil Back          | Rob Andrew      | Mike Brown            |
| Bill Beaumont      | Matt Dawson     | Will Carling          |
| Dan Cole           | Danny Care      | Carston Catcheside    |
| Martin Corry       | Owen Farrell    | Mike Catt             |
| Fran Cotton        | Toby Flood      | Elliot Daly           |
| Ronald Cove-Smith  | George Ford     | Will Greenwood        |
| Lawrence Dallaglio | Jonny Wilkinson | Jeremy Guscott        |
| Wade Dooley        | Ben Youngs      | Dusty Hare            |
| Ellis Genge        |                 | Cyril Lowe            |
| Jamie George       |                 | Jonny May             |
| Danny Grewcock     |                 | Ronald Poulton-Palmer |
| Dylan Hartley      |                 | Jason Robinson        |
| James Haskell      |                 | Henry Slade           |
| Richard Hill       |                 | Mike Tindall          |
| Nigel Horton       |                 | Manu Tuilagi          |
| Maro Itoje         |                 | Rory Underwood        |
| Martin Johnson     |                 |                       |
| Ben Kay            |                 |                       |
| Joe Launchbury     |                 |                       |
| Courtney Lawes     |                 |                       |
| Jason Leonard      |                 |                       |
| Joe Marler         |                 |                       |
| Lewis Moody        |                 |                       |
| Brian Moore        |                 |                       |
| Tony Neary         |                 |                       |
| John Pullin        |                 |                       |
| Dean Richard       |                 |                       |
| Chris Robshaw      |                 |                       |
| Simon Shaw         |                 |                       |
| Kyle Sinckler      |                 |                       |
| Steve Thompson     |                 |                       |
| Phil Vickery       |                 |                       |
| Billy Vunipola     |                 |                       |
| Mako Vunipola      |                 |                       |
| Wavell Wakefield   |                 |                       |
| Peter Wheeler      |                 |                       |
| Peter Winterbottom |                 |                       |
| Joe Worsley        |                 |                       |

| Joueur             | Période   | Poste                                  | Capes | Tournois                                         | Distinctions |
| ------------------ | --------- | -------------------------------------- | ----- | ------------------------------------------------ | --- |
| Rob Andrew,        | 1985-1997 | Demi d'ouverture                       | 71    | GC 1991, 1992, 1995                              | Finaliste CM 1991, 396 points inscrits (record anglais de l'époque)                                                                    |
| Neil Back          | 1994-2004 | Troisième ligne aile                   | 66    | GC 2003 T6 2000, 2001                            | Champion du monde CM 2003 |
| Bill Beaumont,     | 1975-1982 | Deuxième ligne                         | 34    | GC 1980                                          | Temple international de la renommée du rugby, 21 fois capitaine                                                                        |
| Lawrence Dallaglio | 1995-2006 | Numéro 8                               | 77    | GC 2003 T5 1996, T6 2000, 2001                   | Champion du monde CM 2003 |
| Richard Hill,      | 1997-2004 | Troisième ligne aile                   | 71    | GC 2003 T6 2000, 2001                            | Champion du monde CM 2003 |
| Martin Johnson,    | 1993-2003 | Deuxième ligne                         | 84    | GC 1995, 2003 T5 1996, T6 2001                   | Temple international de la renommée du rugby, Champion du monde CM 2003, 51 fois capitaine                                             |
| Jason Leonard      | 1990-2004 | Pilier                                 | 114   | GC 1991, 1992, 1995, 2003 T5 1996, T6 2000, 2001 | Temple international de la renommée du rugby, Champion du monde CM 2003, Finaliste CM 1991, record anglais de sélections et 2e mondial |
| Cyril Lowe         | 1913-1923 | Ailier                                 | 25    | GC 1913, 1914, 1921, 1923 T5 1920                | 18 essais (record anglais durant 67 ans, jusqu'en 1989)                                                                                |
| Brian Moore,       | 1987-1995 | Talonneur                              | 64    | GC 1991, 1992, 1995                              | Finaliste CM 1991 |
| Rory Underwood,    | 1984-1996 | Ailier                                 | 85    | GC 1991, 1992, 1995                              | 49 essais inscrits (record anglais) |
| Wavell Wakefield   | 1920-1927 | Deuxième ligne ou Troisième ligne aile | 31    | GC 1921, 1923, 1924 T5 1920                      | Temple international de la renommée du rugby, 13 fois capitaine                                                                        |
| Jonny Wilkinson,   | 1998-2011 | Demi d'ouverture                       | 91    | GC 2003 T6 2000, 2001                            | Champion du monde CM 2003, 1 179 points inscrits (record anglais)                                                                      |

### Entraîneurs notables duXV de la Rose
Entre 1987 et 1994, Geoff Cooke a conduit l'Angleterre 49 matchs internationaux durant, remportant deux Grands Chelems dans le Tournoi des Cinq Nations, atteignant la place de finaliste de la Coupe du monde de rugby 1991 et gagnant le titre de la Coupe du monde de rugby à sept 1993.
Jack Rowell lui succède à la tête de l'équipe d'Angleterre de 1995 à 1997. Il annonça son intention d'abandonner le jeu d'avants qui avait fait la force de l'Angleterre et qui lui avait permis d'emporter de nombreux Tournois des Cinq Nations dans le passé, adoptant à la place un jeu basé sur la course. L'Angleterre de Jack Rowell emporta 21 des 29 matchs disputés, y compris le quart-de-finale de Coupe du monde 1995 contre l'Australie.
En 1997, Clive Woodward devient entraîneur du XV de la Rose. C'est lui qui permet à celle-ci de passer dans le monde professionnel. Il a ainsi intégré l’utilisation de la vidéo, des entraîneurs spécialistes de chaque ligne, et a tissé des liens de collaboration étroite entre la sélection et les clubs. Même s'il a été fortement attaqué par la presse lors de la Coupe du monde de rugby 1999, après la défaite en quart de finale contre les Sud-Africains, il poursuit et gagne enfin le Grand Chelem dans le Tournoi des Six Nations 2003, puis bat les tenants du titre australien à domicile lors de la finale de la Coupe du monde de rugby 2003. Il est anobli en 2004. Bien que son contrat coure jusqu'à la Coupe du monde 2007, et devant la retraite internationale de certains cadres de l'équipe comme Lawrence Dallaglio et Martin Johnson, et la détérioration des relations entre l'équipe nationale et les clubs anglais, il décide de démissionner de son poste.

## Infrastructures

### Les stades duXV de la Rose

#### Les premières rencontres à domicile
De 1871 à 1910, l'équipe d’Angleterre a disputé ses rencontres internationales à domicile dans de nombreux stades avant de s'installer à demeure à Twickenham. Ses stades comprennent Kennington Oval et Crystal Palace à Londres, Whalley Range et Fallowfield à Manchester, St John's Ground, Headingley Stadium et Meanwood Road à Leeds, Richardson's Field et Rectory Field à Blackheath, Crown Flatt à Dewsbury, l'Athletic Ground à Richmond et le Birkenhead Park. Kingsholm à Gloucester, Welford Road à Leicester (tous des stades d'actuels clubs de rugby) et Ashton Gate à Bristol ont également été utilisés.

#### Le stade RFU de Twickenham

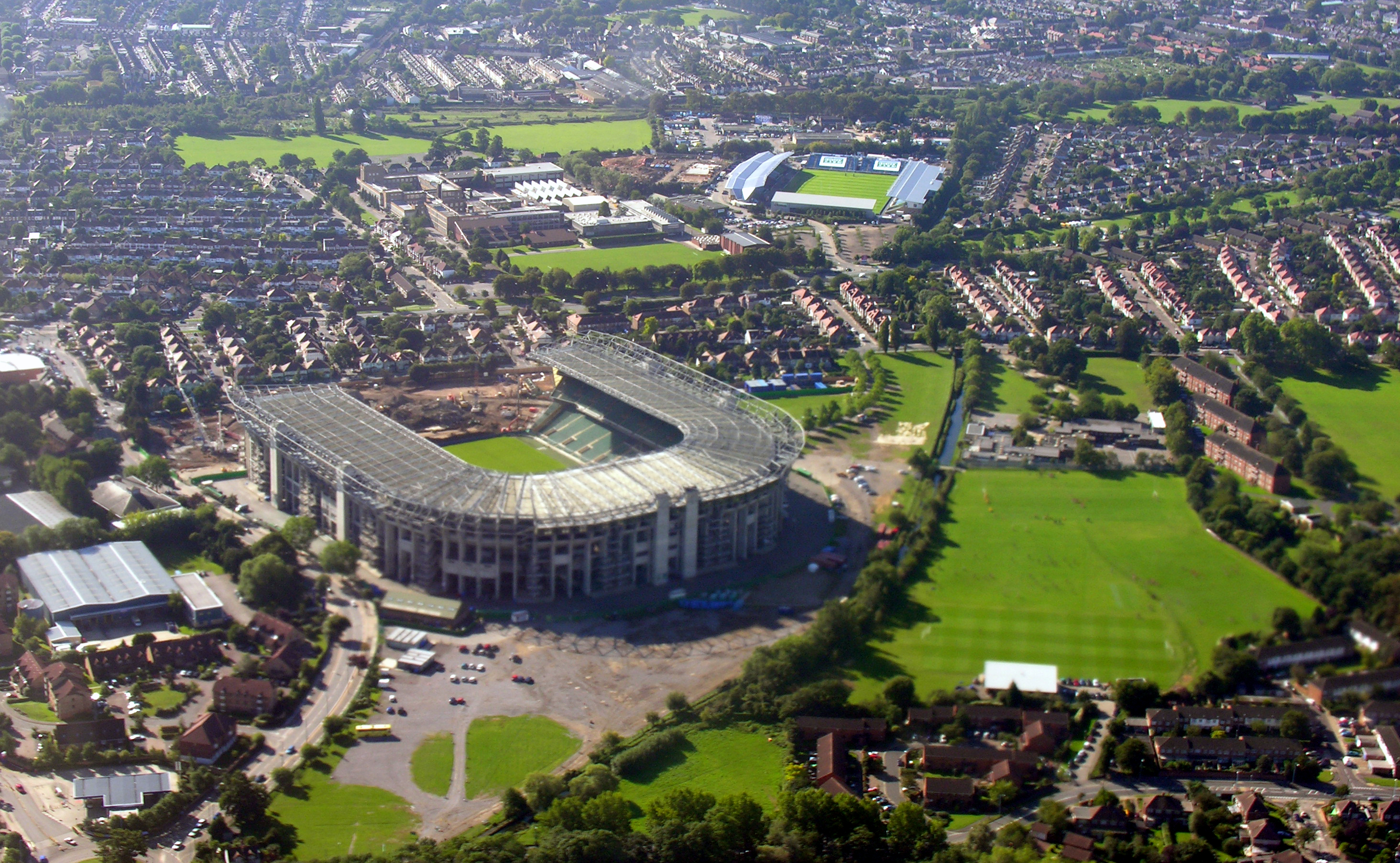
Twickenham avant la reconstruction de la tribune sud

À la fin de l’année 1905, la Rugby Football Union se rend compte des bénéfices qu’elle pourrait retirer de la possession de ses propres installations après l'étude des ventes d’entrées lors des réceptions de la Nouvelle-Zélande en 1905 et de l’Afrique du Sud en 1906 à Crystal Palace. En 1906, la Rugby Football Union mandate William Williams pour trouver un stade pour les matchs à domicile du XV anglais. Le terrain pour le stade est acquis l’année suivante au prix de 5 572 £ 12 shillings et 6 pence, la construction commence l’année d’après.
Le premier match de l’Angleterre a lieu le 9 octobre 1910 entre l’Angleterre et le pays de Galles. L’Angleterre en sort vainqueur, 11 points à 6, battant le pays de Galles pour la première fois depuis 1898. L’Angleterre établit des statistiques impressionnantes en gagnant ses matchs à domicile dans son terrain ce qui lui vaut d’être surnommé Forteresse Twickenham. Récemment Twickenham a fait l’objet d’un programme de rénovation, transformant le stade en un anneau complet. Le premier match à être disputé dans le stade de Twickenham rénové a été un test-match joué le dimanche 5 novembre 2006. Le match perdu 20 à 41 contre la Nouvelle-Zélande a connu une affluence record de 82 076 spectateurs.

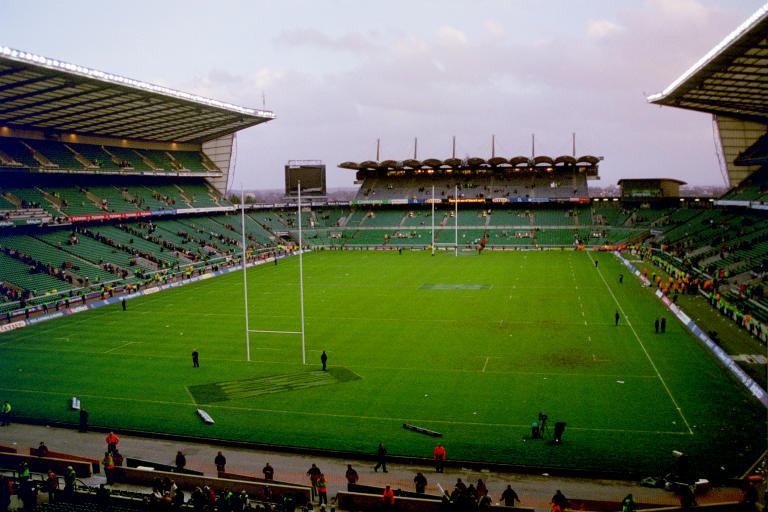
Le stade de Twickenham en 2004 : au fond l'ancienne tribune sud

Projetons-nous sur le dernier match de la saison 1988, contre l’Irlande à Twickenham, l’Angleterre vient de perdre 15 de ses 23 derniers matchs disputés dans le Tournoi des Cinq Nations. Le public de Twickenham a seulement vu un essai anglais lors des deux dernières années, et à la mi-temps l’Irlande mène 3 à 0. Lors de la deuxième mi-temps, l’Angleterre inscrit six essais pour une victoire surprenante 35 à 3. Trois essais sont inscrits par Chris Oti, un joueur noir qui débute à Twickenham. Un groupe de l’école Benedictine de Douai commence à chanter un hymne de gospel de leur club de rugby Swing Low, Sweet Chariot en honneur du nouveau héros. La foule entière se joint à eux. Au match suivant, contre l’Australie, un jeune centre nommé Will Carling fait ses débuts comme capitaine de l’Angleterre pour une brillante victoire. L’équipe anglaise va enchaîner succès sur succès et connaître une période dorée. Swing Low, Sweet Chariot ne faisait plus qu’un avec Twickenham et l’équipe nationale anglaise.
Après la reconstruction progressive des quatre tribunes, les travaux d'agrandissement du stade de Twickenham sont en cours d'achèvement avec la nouvelle tribune sud. Ils auront permis d'augmenter la capacité du stade mais aussi, à terme, de fournir de nouveaux services : hôtel, centre de fitness, salle de presse et restaurants.

### Centre de préparation
L'équipe d'Angleterre de rugby ne dispose pas actuellement d'un centre de préparation comparable au Centre national du rugby de Marcoussis dont dispose l'équipe de France, elle prépare ses matchs soit à Twickenham, soit à l'université de Loughborough, ville de l'Angleterre du centre, dans les Midlands de l'Est entre les villes de Leicester et de Nottingham.

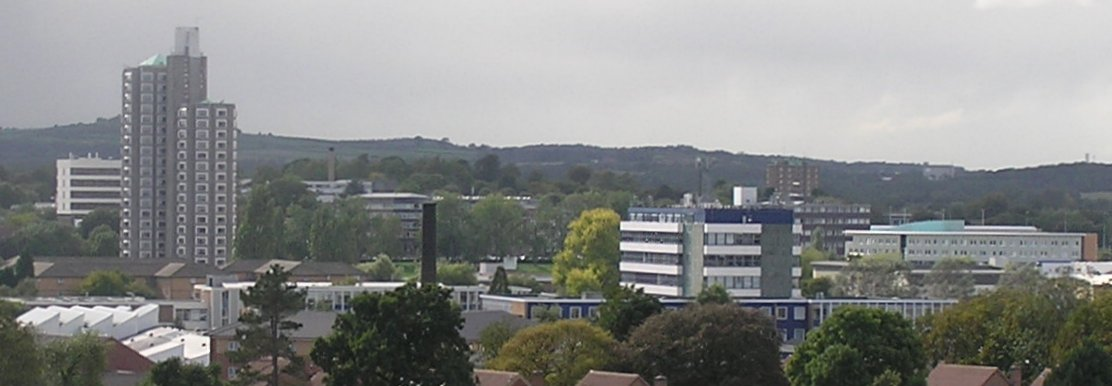
Université de Loughborough, centre d'entrainement du XV de la rose

## Statistiques

### Statistiques sur les matchs
Le tableau suivant dresse le bilan des matchs contre tous les adversaires de l'équipe d’Angleterre.
L'équipe d'Angleterre présente un bilan négatif par rapport à deux équipes majeures du rugby à XV de l'hémisphère Sud, l'Afrique du Sud, et la Nouvelle-Zélande. Elle est la seule équipe du tournoi à ne présenter aucune défaite face à l'Italie. Face à la France, le bilan des rencontres est sensiblement équilibré depuis la première défaite en avril 1927 : jusqu'à cette dix-septième rencontre entre les deux nations, les Anglais comptent alors quinze victoires, et ne concèdent qu'un seul nul.
En dehors des trois équipes majeures du rugby à XV de l'hémisphère Sud, de quatre équipes du tournoi, le pays de Galles, l'Écosse, l'Irlande et la France, la seule nation comptant une victoire face aux Anglais est l'Argentine, deux autres équipes comptant des victoires, les Barbarians et les Māori néo-zélandais.
| Adversaires                 | Nombre de rencontres | Victoires anglaises | Nuls | Défaites anglaises | Victoires anglaises (%) |
| --------------------------- | -------------------- | ------------------- | ---- | ------------------ | ----------------------- |
| Afrique du Sud              | 43                   | 16                  | 2    | 25                 | 37,21                   |
| Argentine                   | 21                   | 16                  | 1    | 4                  | 76,19                   |
| Australie                   | 50                   | 24                  | 1    | 25                 | 48,00                   |
| Barbarians                  | 13                   | 6                   | 0    | 7                  | 46,15                   |
| Canada                      | 6                    | 6                   | 0    | 0                  | 100,00                  |
| Écosse                      | 136                  | 75                  | 18   | 43                 | 55,14                   |
| États-Unis                  | 5                    | 5                   | 0    | 0                  | 100,00                  |
| France                      | 104                  | 57                  | 7    | 40                 | 54.80                   |
| Fidji                       | 7                    | 7                   | 0    | 0                  | 100,00                  |
| Géorgie                     | 2                    | 2                   | 0    | 0                  | 100,00                  |
| Irlande                     | 132                  | 75                  | 8    | 49                 | 56,82                   |
| Italie                      | 24                   | 24                  | 0    | 0                  | 100,00                  |
| Japon                       | 2                    | 2                   | 0    | 0                  | 100,00                  |
| Nouvelle-Zélande            | 41                   | 7                   | 1    | 33                 | 17,0                    |
| Māori néo-zélandais         | 4                    | 2                   | 0    | 2                  | 50,00                   |
| Pacific Islanders           | 1                    | 1                   | 0    | 0                  | 100,00                  |
| Pays de Galles              | 131                  | 62                  | 12   | 57                 | 47,32                   |
| Pays-Bas                    | 1                    | 1                   | 0    | 0                  | 100,00                  |
| Roumanie                    | 5                    | 5                   | 0    | 0                  | 100,00                  |
| Samoa                       | 6                    | 6                   | 0    | 0                  | 100,00                  |
| Tonga                       | 2                    | 2                   | 0    | 0                  | 100,00                  |
| Uruguay                     | 1                    | 1                   | 0    | 0                  | 100,00                  |
| Total contre 21 adversaires | 694                  | 371                 | 50   | 273                | 53,46                   |

#### Bilan Coupe du monde
| Adversaires                 | Nombre de rencontres | Victoires anglaises | Nuls | Défaites anglaises | Victoires anglaises (%) |
| --------------------------- | -------------------- | ------------------- | ---- | ------------------ | ----------------------- |
| Nouvelle-Zélande            | 4                    | 1                   | 0    | 3                  | 25,00                   |
| Afrique du Sud              | 4                    | 1                   | 0    | 3                  | 25,00                   |
| Pays de Galles              | 3                    | 1                   | 0    | 2                  | 33,33                   |
| Australie                   | 6                    | 3                   | 0    | 3                  | 50,00                   |
| France                      | 5                    | 3                   | 0    | 2                  | 60,00                   |
| Argentine                   | 2                    | 2                   | 0    | 0                  | 100,00                  |
| Écosse                      | 2                    | 2                   | 0    | 0                  | 100,00                  |
| États-Unis                  | 3                    | 3                   | 0    | 0                  | 100,00                  |
| Fidji                       | 2                    | 2                   | 0    | 0                  | 100,00                  |
| Italie                      | 3                    | 3                   | 0    | 0                  | 100,00                  |
| Japon                       | 1                    | 1                   | 0    | 0                  | 100,00                  |
| Géorgie                     | 2                    | 2                   | 0    | 0                  | 100,00                  |
| Samoa                       | 3                    | 3                   | 0    | 0                  | 100,00                  |
| Roumanie                    | 1                    | 1                   | 0    | 0                  | 100,00                  |
| Tonga                       | 2                    | 2                   | 0    | 0                  | 100,00                  |
| Uruguay                     | 1                    | 1                   | 0    | 0                  | 100,00                  |
| Total contre 16 adversaires | 43                   | 30                  | 0    | 13                 | 69,77                   |

### Plus larges victoires
La plus large victoire de l’Angleterre est acquise sur le score de 134 à 0 contre l'équipe de Roumanie, le 17 novembre 2001.
À domicile
- Roumanie : 134-0 (134 points), 17 novembre 2001 à Twickenham

À l’extérieur
- Uruguay : 13-111 (98 points), 2 novembre 2003 à Brisbane

### Plus larges défaites
À domicile
- France : 10-53 (43 points), le 11 mars 2023 à Twickenham[133].

À l’extérieur
- Australie : 76-0 (76 points), le 6 juin 1998 à Brisbane[134],[133].

### Statistiques concernant les joueurs
(décembre 2024).
- Si vous ne connaissez pas le sujet, laissez ce bandeau (vous pouvez alors contacter les auteurs).
- Si vous supprimez le contenu mis en cause (vous pouvez préalablement contacter les auteurs),

argumentez précisément cette suppression dans la page de discussion
(un manque de référence n'est pas un argument ; une recherche réelle de référence doit avoir été effectuée, être formellement documentée).
Les noms en gras indiquent les joueurs qui sont encore en activité.

#### Record de sélections

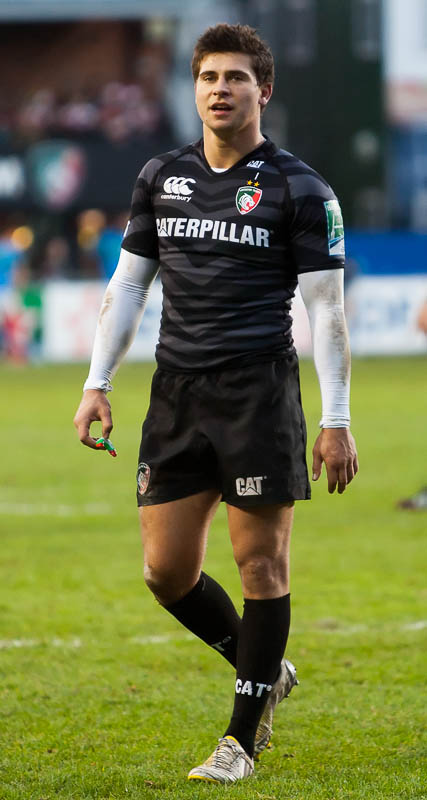
Ben Youngs

Le 26 février 2022, Ben Youngs dépasse le record de Jason Leonard en honorant sa 115e sélection.
| #  | Joueur         | Période   | Sélections |
| -- | -------------- | --------- | ---------- |
| 1  | Ben Youngs     | 2010-2023 | 127        |
| 2  | Dan Cole       | 2010-     | 118        |
| 2  | Jason Leonard  | 1990–2004 | 114        |
| 3  | Owen Farrell   | 2012–2023 | 112        |
| 5  | Courtney Lawes | 2009–2023 | 105        |
| 6  | Danny Care     | 2008-2024 | 101        |
| 9  | Jamie George   | 2015-     | 100        |
| 7  | George Ford    | 2014-     | 98         |
| 8  | Dylan Hartley  | 2008-2018 | 97         |
| 10 | Joe Marler     | 2012-2024 | 95         |

Il faut noter qu'un classement par nombre de sélections ne dépend pas que de la qualité du joueur mais aussi du nombre de rencontres internationales. La naissance de la Coupe du monde en 1987, la périodicité désormais bi-annuelle des tournées et le passage du Tournoi de cinq à six nations influent sur ce classement et doivent donc être rappelés.

#### Joueur français à avoir joué au XV de l'équipe d'Angleterre
- Jacques Remlinger est le seul Français à avoir joué pour le XV de la Rose à plusieurs reprises.

#### Record de points

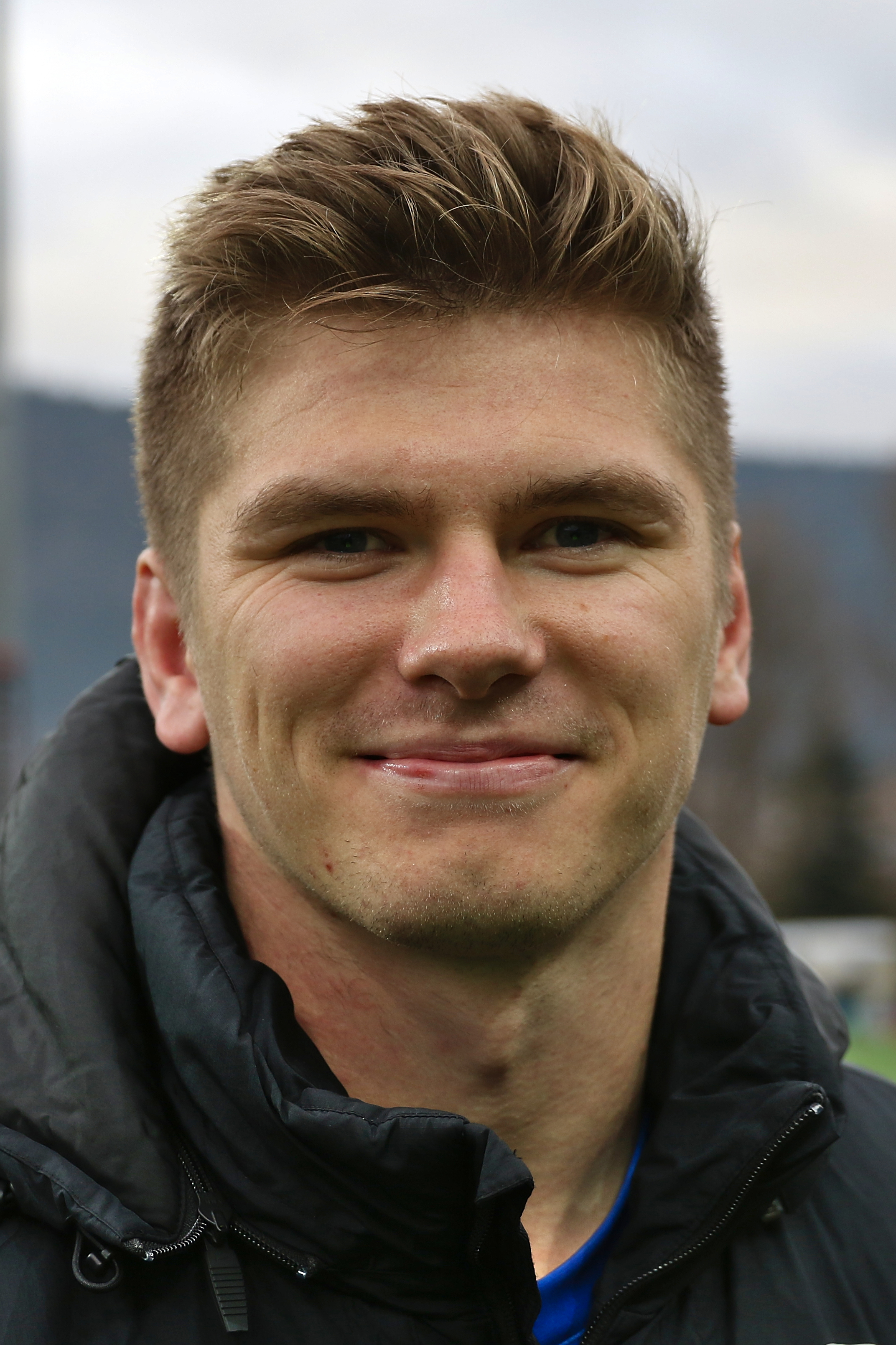
Owen Farrell

Le record de points marqués est détenu par Owen Farrell qui, depuis 2012, a disputé 112 matchs avec l'équipe d'Angleterre au cours desquels il a marqué 10 essais, 190 transformations, 5 drops, 262 pénalités (1 237 points).
| #  | Joueur          | Période   | Points |
| -- | --------------- | --------- | ------ |
| 1  | Owen Farrell    | 2012–2023 | 1 237  |
| 2  | Jonny Wilkinson | 1998–2011 | 1 179  |
| 3  | George Ford     | 2014-     | 414    |
| 4  | Paul Grayson    | 1995–2004 | 400    |
| 5  | Rob Andrew      | 1985–1997 | 396    |
| 6  | Toby Flood      | 2006–2013 | 301    |
| 7  | Jonathan Webb   | 1987–1993 | 296    |
| 8  | Charlie Hodgson | 2001–2012 | 269    |
| 9  | Marcus Smith    | 2021-     | 259    |
| 10 | Dusty Hare      | 1974–1984 | 240    |

#### Record d'essais
Rory Underwood est le joueur qui a marqué le plus grand nombre d'essais avec le XV de la Rose.
| #  | Joueur         | Période   | Essais |
| -- | -------------- | --------- | ------ |
| 1  | Rory Underwood | 1984-1996 | 49     |
| 2  | Jonny May      | 2013-2023 | 36     |
| 3  | Will Greenwood | 1997-2004 | 31     |
| 3  | Ben Cohen      | 2000-2006 | 31     |
| 5  | Jeremy Guscott | 1989-1999 | 30     |
| 6  | Jason Robinson | 2001-2007 | 28     |
| 7  | Dan Luger      | 1998-2003 | 24     |
| 8  | Anthony Watson | 2014-     | 23     |
| 9  | Josh Lewsey    | 1998-2007 | 22     |
| 10 | Mark Cueto     | 2004-2011 | 20     |
| 10 | Chris Ashton   | 2010-2019 | 20     |
| 10 | Ben Youngs     | 2010-2023 | 20     |

## Couverture audiovisuelle et aspects économiques

### Couverture audiovisuelle
Les droits de retransmission au Royaume-Uni des matchs du XV anglais sont détenus par la BBC qui possède l'exclusivité pour les matchs du Tournoi des Six Nations. Le nombre de téléspectateurs qui suivent le Tournoi est stable, il est en moyenne de 5,3 millions de téléspectateurs pour les matchs de l'Angleterre et peut atteindre potentiellement 7,5 millions,.
Le groupe privé Sky Sports transmet aussi des test-matchs disputés par l'équipe d'Angleterre.
En France, les matchs du XV de la rose sont retransmis sur France Télévisions pour ceux dans le cadre du Tournoi des six nations alors que les test-matchs quant à eux sont répartis entre RMC Sport pour ceux disputés à domicile et le Groupe Canal+ pour ceux joués dans le cadre de la tournée de juin.

### Aspects économiques
Les droits de télévision, le sponsoring et la vente de billets d'entrée aux matchs du Tournoi sont des sources de revenus importantes pour les fédérations de rugby. Un match du Tournoi disputé dans le stade de Twickenham rapporte 4 à 5 millions d'euros à la fédération anglaise (RFU).La finalisation des travaux d'agrandissement du stade de Twickenham devrait permettre d'augmenter les recettes de 7 à 8 millions de Livres grâce à l'augmentation de la capacité du stade mais aussi grâce aux revenus générés par les services annexes.
Les profits générés par le Tournoi sont partagés entre les fédérations nationales de rugby en plusieurs parts selon différents critères :
- une part répartie également entre les pays membres ;
- une part qui est fonction du nombre de clubs de chaque pays ;
- une part qui est fonction du classement des sélections.

Plusieurs grands groupes industriels sponsorisent le rugby à XV et, en particulier, le Tournoi des Six Nations. Pour ces groupes, le rugby représente l'esprit d'équipe, la convivialité, la puissance. Autant de valeurs auxquels ils souscrivent et souhaitent être associés. Les sponsors bénéficient d'une excellente visibilité pendant la retransmission des matchs du Tournoi, la présence d'une marque sur les panneaux publicitaires qui entourent le terrain représente environ 1,6 million d'euros d'équivalent publicitaire.